# Pandemie covidu-19
Pandemie virové choroby covid-19 byla pandemie koronavirové choroby covid-19, způsobená akutním respiračním syndromem koronaviru SARS-CoV-2. Virus byl poprvé identifikován v prosinci 2019 v čínském Wu-chanu. Světová zdravotnická organizace (WHO) vyhlásila propuknutí globálního stavu zdravotní nouze 30. ledna 2020 a pandemie v březnu 2020. Do 8. března 2023 bylo v 201 zemích celkem potvrzeno 676,57 milionů případů, z toho 6,88 milionů úmrtí, připisovaných covidu-19. Ke stejnému dni bylo použito 13,32 miliard dávek očkování. Hranice 2 milionů registrovaných mrtvých byla dosažena jen po roce od prvních případů ve Wu-chanu a podle odborníků bude reálné číslo ještě vyšší, protože řada úmrtí nebyla oficiálně zaznamenána. Odhady hovoří o zhruba 16 miliónech obětí k říjnu 2021.
Příznaky covidu-19 jsou velmi různorodé, od bezpříznakového stavu, až po závažné onemocnění. Virus se šíří hlavně vzdušným přenosem, když jsou lidé blízko sebe. Opustí infikovanou osobu, když dýchá, kašle, kýchá nebo mluví, a vstoupí ústy, nosem nebo očima do jiné osoby. Může se také šířit kontaminovaným povrchem. Lidé zůstávají nakažliví až dva týdny a mohou šířit virus, i když nevykazují žádné příznaky.
Mezi doporučená preventivní opatření patří společenský odstup, nošení roušek na veřejnosti, větrání a filtrace vzduchu, mytí rukou, zakrývání úst při kýchání nebo kašlání, dezinfekce povrchů a sledování a izolace osob, které se potkaly s někým nakaženým, nebo symptomatických. Vyvinulo se několik vakcín, kterými se očkuje. Současná léčba se zaměřuje na léčení příznaků, zatímco probíhají práce na vývoji terapeutických léků, které zabraňují šíření viru. Úřady na celém světě reagovaly zavedením cestovních omezení, uzamčením obyvatel, kontrolami na pracovištích a uzavřením provozoven. Na mnoho místech se také pracovalo na zvýšení testovací kapacity a na sledování kontaktů infikovaných osob.
Reakce na pandemii vyústila v globální sociální a ekonomické narušení, včetně největší globální recese od Velké hospodářské krize. Vedlo to k odložení nebo zrušení řady událostí, rozsáhlému nedostatku dodávek zhoršenému panickým nákupem, narušením zemědělství a nedostatku potravin a snížení emisí znečišťujících látek a skleníkových plynů. Mnoho vzdělávacích institucí bylo částečně nebo úplně uzavřeno. Dezinformace kolovaly prostřednictvím sociálních médií a hromadných sdělovacích prostředků. Vyskytly se případy xenofobie a diskriminace Číňanů a osob vypadajících jako Číňané nebo osob pocházející z oblastí s vysokou mírou infekce.
Od léta roku 2021 tvořila ve většině zemí světa většinu případů varianta delta, která vyžadovala hospitalizaci každého 75. nakaženého dítěte. Kvůli této variantě došlo např. k přetížení kapacity dětských jednotek intenzivní péče (JIP) v mnoha nemocnicích ve Spojených státech amerických, které již nemohly přijímat další děti v ohrožení života, např. v Dallasu nebylo v srpnu 2021 volné žádné dětské JIP lůžko, podobně jako po řadu týdnů v New Orleans. V Česku tvořila tato varianta k září 2021 99 % případů. Od listopadu 2021 se celosvětově šířila varianta omikron, která se šíří dvakrát až třikrát rychleji než varianta delta, v řadě zemích na začátku roku 2022 převažovala.
Dne 5. května 2023 zrušila WHO globální stav zdravotní nouze vyhlášený v souvislosti s covidem-19 v lednu 2020.

## Příznaky
Onemocnění covid-19 postihuje různé lidi různými způsoby. U části nakažených je průběh onemocnění mírný až střední a není nutná hospitalizace, mnohdy však nemoc vede k úmrtí. Z nakažených starších 65 let vyžaduje hospitalizaci přibližně polovina.

#### Hlavní příznaky
- horečka
- suchý kašel
- dušnost
- rýma a příznaky nachlazení (u varianty delta)[21]

#### Vedlejší příznaky
- bolest hlavy
- bolest svalů
- bolest v krku
- průjem
- zánět spojivek
- ztráta chuti nebo čichu
- vyrážka na těle nebo barevné změny na prstech rukou nebo nohou
- únava
- bolest u nohou a stehenních svalů.

## Pozadí pandemie
Přestože dominantní výklad umisťuje počátek pandemie do města Wu-chan v provincii Chu-pej někdy na přelom listopadu a prosince 2019, v prosinci 2020 není stále zřejmé kdy a kde došlo k prvotní infekci člověka. Za relativně jisté se považuje, že původním zdrojem nákazy jsou netopýři, kteří nakazili jiné zvíře, které následně virus přeneslo na člověka. Probíhá tak řada dílčích výzkumů usilujících o objasnění původu nemoci. WHO na konci října 2020 ustavila mezinárodní tým výzkumníků, jehož cílem je otázku původu nemoci objasnit.

### Ohnisko nákazy Wu-chan
Wu-chan je hlavní město provincie Chu-pej, sedmé největší provincie Číny, s 11 miliony obyvateli. Patří k hlavním dopravním uzlům Číny a je známé pod názvem „Přes devět provincií“ (čínsky 九省通衢). Město je vzdálené přibližně 1 100 km jižně od Pekingu, 800 km západně od Šanghaje a 970 km severně od Hongkongu. Je považováno za politické, hospodářské, finanční, obchodní, kulturní a vzdělávací centrum centrální Číny. Přímé lety z Wu-chanu směřují také do Evropy: šest letů týdně do Paříže, tři týdně do Londýna a pět týdně do Říma.
V prosinci 2019 byly v čínském městě Wu-chan zpozorovány případy lidí se zápalem plic neznámého původu. Byly spojeny s velkoobchodním trhem Chua-nan, kde se prodávají ryby, mořské plody a hospodářská i divoká zvířata. Prvotní hypotézou bylo, že se jedná o koronavir pocházející od zvířat (zoonóza), což se následně potvrdilo. To způsobilo obavy tamějších obyvatel z opakování smrtícího průběhu epidemie jako u SARS.
Koronaviry se vyskytují převážně mezi zvířaty, ale je o nich známo, že jsou schopny mutace a přenosu na člověka. Důkazem jsou SARS-CoV-1 a MERS-CoV (způsobují závažnější onemocnění) a další čtyři druhy koronavirů (způsobují pouze běžné nachlazení). Všech sedm, dosud známých, koronavirů se může přenášet z člověka na člověka.
V roce 2002 vypukla v pevninské Číně epidemie nemoci SARS způsobená virem SARS-CoV-1, jenž pochází od vrápencovitých netopýrů, ze kterých se přenesl na cibetky, které se prodávaly na zvířecím trhu. Poté se leteckou dopravou virus rozšířil do Kanady a Spojených států amerických. Celosvětově zabil 700 lidí a poslední případ nakaženého se objevil v roce 2004. V té době byla Čína kritizována Světovou zdravotnickou organizací (WHO) za špatné řešení průběhu epidemie. Deset let po vypuknutí viru SARS-CoV se objevil koronavirus MERS-CoV, jehož nosičem byl velbloud. Na následky epidemie tehdy zemřelo 850 lidí ve 27 státech světa.

#### Teorie o vzniku ve Wuchanu dříve v roce 2019
Existují některé nepřímé důkazy, že se onemocnění covid-19 objevilo ve Wu-chanu možná již v srpnu 2019. Svědčí pro to zvýšená frekvence na parkovištích tamních nemocnic (při porovnání satelitních snímků se stejným obdobím roku 2018) a zejména nebývalý vzestup dotazů na symptomy spojované s nemocí (kašel, průjem) na čínské sociální síti Baidu již na konci léta 2019. Studii publikoval tým epidemiologa Johna S. Brownsteina z Harvard Medical School.
Podle analýz, které zveřejnila australská firma specializující se na kybernetickou bezpečnost Internet 2.0., začaly instituce v čínské provincii Chu-pej hromadně nakupovat PCR testy už v květnu 2019. Nákupy PCR testů prudce rostly také od července do října, a to zejména na wuchanské univerzitě vědy a technologie, která za ně utratila osminásobně více než v předešlém roce. Na analýze, která dává nárůst poptávky v květnu do souvislosti se skutečným začátkem šíření infekce, pracovali bývalí pracovníci zpravodajských služeb Spojených států, Austrálie, Spojeného království a dalších zemí.
Podle svědectví sportovců, kteří se zúčastnili Armádních světových her ve Wu-chanu (18.–27. října 2019), prodělala řada z nich již během her onemocnění, jehož příznaky odpovídají nemoci covid-19. Teorii časného šíření viru podpořila i studie badatelů z University College London a Réunionské univerzity, podle které virus nakazil lidi poprvé v období mezi 6. říjnem a 11. prosincem 2019. Vícero studií datuje začátek šíření viru SARS-CoV-2 nejčastěji do listopadu nebo prosince 2019 s různými variacemi směrem k předchozím měsícům v závislosti na použitých datech a metodách.
Podle článku South China Morning Post, který se pokoušel zjistit, kdo byl pacientem číslo jedna, bylo devět případů nákazy zachyceno v listopadu, z toho první už 17. listopadu 2019. Vedoucí mise WHO, která pátrá po původu viru, Peter Embarek, považuje za pravděpodobné, že pacientem číslo nula byl laborant z pracoviště, které zkoumalo netopýry. Vedle Wuchanského institutu virologie to bylo i méně zabezpečené Wuchanské centrum pro prevenci a kontrolu nemocí. To sídlilo v blízkosti tržiště ve Wu-chanu, ale 2. prosince 2019, kdy nákaza vypukla, bylo náhle přestěhováno z blízkosti tržiště jinam.
Existují také teorie kladoucí vznik viru zcela mimo Čínu do některé z jiných kolonií netopýrů. Do Číny pak měl být virus zavlečen až dodatečně. Jedná se například o probíhající výzkum identifikující fragmenty viru ve vzorcích ze španělské kanalizace již v březnu 2019 či o zpětné identifikování viru v Itálii již v srpnu 2019.

#### Teorie o zdroji na trhu Chua-nan
Za hlavní ohnisko nákazy nemocí covid-19 se dlouho považoval velkoobchodní trh s mořskými plody Chua-nan v centru Wu-chanu. U prvních tří známých čínských pacientů z 1.–10. prosince 2019 však žádná spojitost s trhem nebyla prokázána. V červnu 2020 připustil i ředitel čínského Centra pro kontrolu nemocí a prevencí Kao Fu, že nový koronavirus nepochází ze živých zvířat prodávaných na tržišti v čínském městě Wu-chan, nýbrž tam byl patrně zavlečen.
Bez ohledu na to, odkud nákaza covid-19 pochází, vědci již předtím varovali, že trhy, na nichž se prodávají zvířata odchycená v přírodě, jmenovitě netopýři, nebo divoká zvířata chovaná na farmách pro následný prodej, jsou potenciálním zdrojem infekce.

#### Teorie o zdroji ve Wuchanském institutu virologie
Uváděna byla a nadále je také možnost, že virus unikl z Wuchanského institutu virologie, zkoumajícího viry s nejvyšším stupněm nebezpečnosti BSL-4. Tento stupeň (Biological Safety Level 4) je popsán následovně: Virus je schopen vyvolat těžké onemocnění u člověka, představuje významné riziko pro pracovníky, je vysoké riziko pro šíření do komunity, není dostupná profylaxe a léčba. Wuchanský institut leží jen 18 km od tržnice ve městě. Tehdy se v laboratoři zkoumal velmi příbuzný koronavirus SARS-CoV-1; později se virus údajně rozšířil na tržnici, kde zmutoval na SARS-CoV-2 a přenesl se na člověka. Podle článku uveřejněného v časopise Nature Medicine byl původ nákazy přirozený.
Wuchanský institut navštívila v roce 2018 delegace ministerstva zahraničí Spojených států a v diplomatické zprávě vyjádřila znepokojení nad nedostatečnou úrovní zabezpečení tamní laboratoře s certifikací BSL-4 i nad úrovní školení vědců a personálu. Vláda prezidenta Donalda Trumpa, mj. ministr zahraničí Mike Pompeo, pak poukazovala na přetrvávající nejasnosti ohledně skutečného původu nákazy a na teorii o jejím umělém vzniku a zodpovědnosti čínské vlády.
Dne 26. května 2021 pověřil prezident USA Joe Biden americké zpravodajské služby, aby mu do 90 dnů podaly výsledky vyšetřování, zda virus nemoci covid-19 (SARS-CoV-2) unikl z laboratoře v čínském městě Wu-chan či nikoliv. Existují pochybnosti, že byl virus přenesen na lidi ze zvířat. Na tuto zprávu reagovala oficiální čínská místa rozhořčeně.

### Prvotní reakce čínských úřadů
Na počátku šíření viru Komunistická strana Číny záměrně utajovala informace a zakrývala vážnost situace, mimo jiné prostřednictvím silné cenzury. Byli umlčeni lékaři, kteří o nebezpečnosti nového viru informovali na sociálních sítích, například oftalmolog Li Wen-liang, jenž viru později podlehl, nebo primářka pohotovosti Ústřední nemocnice ve Wu-chanu Aj Fen. Dále také podnikatel Fang Pin, právník Čchen Čchiu-š‘, či nezávislý novinář Li Ce-chua a další. Podle organizace Chinese Human Rights Defenders bylo do 30. března 2020 v Číně zdokumentováno na 897 případů zatčení občanů za „šíření fám na internetu“ v souvislosti s informováním o existenci nebezpečného viru. V dubnu pak bylo v Číně zavedeno pravidlo, že vědecké články o původu viru SARS-CoV-2 musí být před zveřejněním předloženy Ministerstvu školství ke schválení.
V dubnu 2020 byl zveřejněn otevřený dopis „proti vládě pomocí zastrašování, kterou praktikuje Čínská komunistická strana a její komplicové“. Dopis, který podepsala stovka uznávaných univerzitních odborníků z oblasti politiky, historie, práva a sinologie, včetně členů parlamentů několika evropských států, se obrací na čínské občany i přátele Číny v zahraničí. Uvádí se v něm, že čínská vláda stále brání vyšetření původu nákazy a zatajením informací při objevení prvních nakažených a politizací otázky zdraví svých občanů je přímo zodpovědná za současnou pandemii, která je označována za „Čínský Černobyl“. Jsou uvedena další konkrétní jména lidí, kteří jsou za šíření informací v domácím vězení nebo žurnalistů, kteří zmizeli.
V dalších fázích pak čínské autority mj. usilovaly o přerámování diskuze tak, aby přitáhly pozornost především k teoriím umísťující vznik nemoci mimo území Číny. V napjatých čínsko-amerických vztazích současně z druhé strany především Donald Trump naopak tlačil protichůdné teorie spojující vznik viru výhradně s Čínou.

### Izolace původce nemoci a spojení s netopýry
V odborné literatuře byli netopýři jmenováni jako zdroj možné příští epidemie SARS již roku 2017. Čínští vědci, kteří po pět let zkoumali netopýry v provincii Jün-nan, sekvenovali 11 nově objevených kmenů netopýřích SARSr-CoV, z nichž některé se díky mutaci v S-proteinu byly schopné vázat na ACE2 receptor lidských buněk. Na možnost, že se netopýři stanou zdrojem nové SARS-CoV pandemie upozornil i článek publikovaný v dubnu 2019 v časopise Expert Opinion on Drug Discovery.
Dne 7. ledna 2020 se čínským vědcům podařilo izolovat původce nemoci, nový kmen koronaviru, nazvaný 2019-nCoV a později přejmenovaný na SARS-CoV-2. Šanghajská laboratoř s certifikací BSL-3, sídlící v místním Centru veřejného zdraví (Shanghai Public Health Clinical Centre), která jako první už 11. ledna 2020 zveřejnila kompletní sekvenci viru SARS-CoV-2 na otevřené platformě virological.org, byla následujícího dne uzavřena nařízením Šanghajské zdravotní komise kvůli blíže nespecifikované „rektifikaci“. Opakované žádosti jejich pracovníků o obnovení provozu zůstaly bez odpovědi. Článek vyšel v časopisu Nature 3. února 2020.
12. ledna přijala Světová zdravotnická organizace (WHO) výsledky genového sekvenování koronaviru, a umožnila tak laboratořím po celém světě vytvořit specifické PCR testy na jeho diagnostiku. Po vzniku testu bylo z původní wuchanské skupiny postupně diagnostikováno 41 osob s novým koronavirem. Dvě třetiny z nich byly nějakým způsobem spojeny s velkoobchodním trhem s mořskými plody Chua-nan. Pomocí sekvenování RNA nového viru bylo zjištěno, že je podobný nejméně ze 75–80 % koronaviru SARS-CoV-1 a z více než 85 % netopýřím koronavirům.

### Reakce Světové zdravotnické organizace (WHO)
Ještě 16. ledna 2020 někteří čínští virologové vylučovali souvislost nové nákazy s virovými nákazami SARS nebo MERS a domnívali se, že jakákoliv epidemiologická opatření jsou zbytečná. Podle německé zahraniční tajné služby (Spolková zpravodajská služba, Bundesnachrichtendienst, BND) Čína naléhala na Světovou zdravotnickou organizaci (WHO), aby po vypuknutí viru na nejvyšší úrovni oddálila globální varování. 21. ledna požádal čínský vůdce Si Ťin-pching šéfa WHO Tedrosa Adhanoma Ghebreyesuse, aby zadržel informace o přenosu z člověka na člověka a odložil pandemické varování.
Teprve 30. ledna 2020 vyhlásila Světová zdravotnická organizace epidemii za globální stav zdravotní nouze, šestý v pořadí od roku 2009, kdy byl poprvé vyhlášen kvůli pandemii mexické prasečí chřipky. Dne 11. března 2020 WHO šíření koronaviru prohlásila za pandemii, tedy epidemii s celosvětovým rozšířením. Dne 13. března šéf Světové zdravotní organizace Ghebreyesus označil Evropu za hlavní epicentrum této nákazy.
V létě 2021 apeluje WHO, aby se odložilo očkování další dávkou ve vyspělých zemích a spíše se očkovaly rozvojové země.

## Epidemiologie

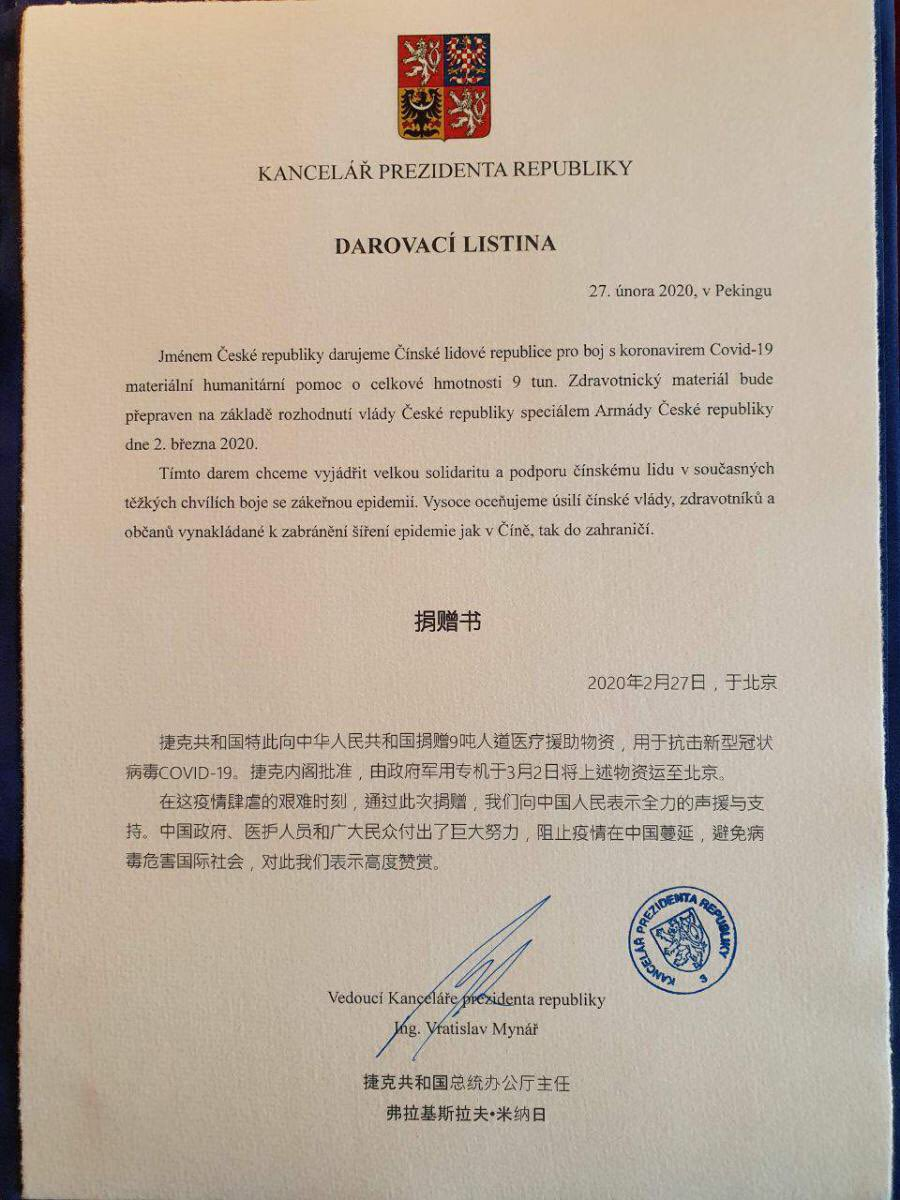
Česká republika darovala Čínské lidové republice 9 tun ochranných pomůcek.

Po článku v odborném časopise The Lancet dne 24. ledna 2020, kdy bylo laboratoří potvrzeno prvních 41 případů, klesla role trhu Chua-nan na šíření nákazy, protože vzrostl počet sekundárních a terciárních případů, které s ním spojeny nebyly. Prvních 59 možných nakažených bylo přijato mezi prosincem 2019 a začátkem ledna 2020 nemocnicí Ťin-jin-tchan. U 41 lidí byl potvrzen nález viru SARS-CoV-2. Třicet (73 %) z nich byli muži a průměrný věk nakažených byl 49 let. Téměř třetina lidí (32 %) byla v dobré zdravotní kondici, osm trpělo diabetem, šest mělo zvýšený krevní tlak a dalších šest kardiovaskulární onemocnění. Dvě třetiny osob byly nějakým způsobem spojeny s tržištěm Chua-nan, ale u prvních tří nakažených z 1.–10. prosince žádná spojitost s tržnicí neexistuje. V Británii se objevil podezřelý případ skupiny nakažených s typickými příznaky covidu-19, spojený s mužem, který byl služebně ve Wu-chanu kolem 17.–18. prosince 2019.
Nejběžnějšími symptomy, které se projevovaly u nakažených, byly horečka (40 lidí; 98 %), kašel (31 lidí; 76 %) a bolesti svalů s únavou (18 lidí; 44 %). Méně častými symptomy bylo vykašlávání sputa nebo krve, bolesti hlavy a průjmy. Přibližně polovina z infikovaných osob měla dušnost a 13 lidí bylo přijato k intenzivní péči. CT skeny ukázaly, že všichni trpěli zápalem plic. 12 osob mělo akutní respirační distress syndrom, 6 RNAaemii, 5 koronární ischemii a 4 sekundární infekci. Dne 17. ledna 2020 skupina členů Imperial College London publikovala Fermiho odhad, ve kterém uvedla, že do 12. ledna existovalo 1 723 případů (95% interval spolehlivosti, 427–4 471) lidí s nastupujícími příznaky. Odhad je založen na rychlosti šíření nákazy do Thajska a Japonska. Když se objevili další nemocní, tak původní výsledek přepočítali a zjistili, že do 18. ledna 2020 mělo 4 000 nakažených ve městě Wu-chan nastupující příznaky. Hongkongská univerzita došla k podobnému závěru a její zpráva navíc obsahovala informace o dopravě v Číně.
Média a odborníci několikrát informovali o tzv. superpřenašečích. Uvádí se, že jeden superpřenašeč nakazil 14 různých členů zdravotnického personálu. Dne 25. ledna Kao Fu, ředitel čínského CDC, vyvrátil ve svém prohlášení agentuře Sin-chua takovéto tvrzení. Nicméně dříve téhož dne byla druhou agenturou China News Service vydána zpráva, odvolávající se na experty z Pekingské univerzity, že pacient může být považován za superpřenašeče a kritizovala nemocnici, že nezajistila dostatečnou ochranu zdravotnického personálu, který přišel do těsného kontaktu s pacientem. China Newsweek také kritizovala vládní cenzuru. Dodala, že se doktoři a sestřičky ve většině nemocnic chrání pouze obyčejnými rouškami. Superpřenašeči hrají významnou roli při šíření epidemie.
Vlny nákaz jsou patrně způsobené změnami sociálních kontaktů a nikoli kolektivní imunitou.

## Průběh a geografie
| Rozšíření covidu-19 podle zemí a regionů | Rozšíření covidu-19 podle zemí a regionů | Rozšíření covidu-19 podle zemí a regionů |
| Země nebo region                         | Potvrzeno                                | Úmrtí                                    |
| ---------------------------------------- | ---------------------------------------- | ---------------------------------------- |
| Spojené státy americké                   | 103 802 702                              | 1 123 836                                |
| Indie                                    | 44 690 738                               | 530 779                                  |
| Francie                                  | 39 866 718                               | 166 176                                  |
| Německo                                  | 38 249 060                               | 168 935                                  |
| Brazílie                                 | 37 085 675                               | 699 310                                  |
| Japonsko                                 | 33 329 551                               | 73 046                                   |
| Jižní Korea                              | 30 615 522                               | 34 093                                   |
| Itálie                                   | 25 603 510                               | 188 322                                  |
| Spojené království                       | 24 658 705                               | 220 721                                  |
| Rusko                                    | 22 086 064                               | 388 521                                  |
| Turecko                                  | 17 042 722                               | 101 492                                  |
| Španělsko                                | 13 770 429                               | 119 479                                  |
| Vietnam                                  | 11 526 994                               | 43 186                                   |
| Austrálie                                | 11 401 996                               | 19 578                                   |
| Argentina                                | 10 044 957                               | 130 472                                  |
| Tchaj-wan                                | 9 970 937                                | 17 672                                   |
| Nizozemsko                               | 8 712 835                                | 23 707                                   |
| Írán                                     | 7 572 311                                | 144 933                                  |
| Mexiko                                   | 7 483 444                                | 333 188                                  |
| Indonésie                                | 6 738 225                                | 160 941                                  |
| Polsko                                   | 6 444 960                                | 119 010                                  |
| Kolumbie                                 | 6 359 093                                | 142 339                                  |
| Rakousko                                 | 5 961 143                                | 21 970                                   |
| Ukrajina                                 | 5 712 034                                | 119 284                                  |
| Portugalsko                              | 5 570 473                                | 26 266                                   |
| Řecko                                    | 5 548 487                                | 34 779                                   |
| Chile                                    | 5 192 286                                | 64 273                                   |
| Malajsie                                 | 5 044 718                                | 36 967                                   |
| Čína                                     | 4 903 524                                | 101 056                                  |
| Izrael                                   | 4 804 188                                | 12 329                                   |
| Belgie                                   | 4 739 365                                | 33 814                                   |
| Thajsko                                  | 4 728 182                                | 33 918                                   |
| Česko                                    | 4 619 204                                | 42 497                                   |
| Kanada                                   | 4 617 095                                | 51 720                                   |
| Peru                                     | 4 487 553                                | 219 539                                  |
| Švýcarsko                                | 4 413 911                                | 14 210                                   |
| Filipíny                                 | 4 077 452                                | 66 188                                   |
| Jižní Afrika                             | 4 067 067                                | 102 595                                  |
| Dánsko                                   | 3 451 036                                | 8 345                                    |
| Rumunsko                                 | 3 346 046                                | 67 736                                   |
| Švédsko                                  | 2 699 339                                | 23 777                                   |
| Slovensko                                | 2 667 551                                | 21 035                                   |
| Srbsko                                   | 2 500 142                                | 17 881                                   |
| Irák                                     | 2 465 545                                | 25 375                                   |
| Nový Zéland                              | 2 236 114                                | 2 550                                    |
| Singapur                                 | 2 235 294                                | 1 722                                    |
| Maďarsko                                 | 2 196 804                                | 48 762                                   |
| Bangladéš                                | 2 037 871                                | 29 445                                   |
| Georgie                                  | 1 827 537                                | 16 971                                   |
| Jordánsko                                | 1 746 997                                | 14 122                                   |
| Irsko                                    | 1 704 502                                | 8 708                                    |
| Pákistán                                 | 1 577 411                                | 30 644                                   |
| Kazachstán                               | 1 498 668                                | 19 071                                   |
| Norsko                                   | 1 479 506                                | 5 213                                    |
| Finsko                                   | 1 463 644                                | 8 967                                    |
| Slovinsko                                | 1 332 121                                | 7 078                                    |
| Litva                                    | 1 308 131                                | 9 598                                    |
| Bulharsko                                | 1 297 523                                | 38 228                                   |
| Maroko                                   | 1 272 490                                | 16 296                                   |
| Chorvatsko                               | 1 269 326                                | 17 987                                   |
| Guatemala                                | 1 238 247                                | 20 182                                   |
| Libanon                                  | 1 232 828                                | 10 841                                   |
| Kostarika                                | 1 209 725                                | 9 245                                    |
| Bolívie                                  | 1 194 277                                | 22 365                                   |
| Tunisko                                  | 1 151 126                                | 29 341                                   |
| Kuba                                     | 1 112 643                                | 8 530                                    |
| Ekvádor                                  | 1 057 121                                | 36 014                                   |
| Spojené arabské emiráty                  | 1 053 213                                | 2 349                                    |
| Uruguay                                  | 1 034 303                                | 7 617                                    |
| Panama                                   | 1 031 731                                | 8 609                                    |
| Mongolsko                                | 1 007 900                                | 2 136                                    |
| Nepál                                    | 1 001 154                                | 12 020                                   |
| Bělorusko                                | 994 037                                  | 7 118                                    |
| Lotyšsko                                 | 976 255                                  | 6 269                                    |
| Saúdská Arábie                           | 830 127                                  | 9 618                                    |
| Ázerbájdžán                              | 828 825                                  | 10 138                                   |
| Paraguay                                 | 808 401                                  | 19 878                                   |
| Bahrajn                                  | 710 693                                  | 1 553                                    |
| Palestina                                | 703 228                                  | 5 708                                    |
| Srí Lanka                                | 672 039                                  | 16 830                                   |
| Kuvajt                                   | 663 860                                  | 2 570                                    |
| Dominikánská republika                   | 660 790                                  | 4 384                                    |
| Kypr                                     | 650 685                                  | 1 330                                    |
| Myanmar (Barma)                          | 633 950                                  | 19 490                                   |
| Estonsko                                 | 615 433                                  | 2 946                                    |
| Moldavsko                                | 611 140                                  | 12 003                                   |
| Venezuela                                | 552 162                                  | 5 854                                    |
| Egypt                                    | 515 759                                  | 24 812                                   |
| Libye                                    | 507 187                                  | 6 437                                    |
| Etiopie                                  | 500 116                                  | 7 572                                    |
| Katar                                    | 495 090                                  | 688                                      |
| Honduras                                 | 472 250                                  | 11 111                                   |
| Arménie                                  | 447 308                                  | 8 727                                    |
| Bosna a Hercegovina                      | 401 729                                  | 16 280                                   |
| Omán                                     | 399 449                                  | 4 628                                    |
| Severní Makedonie                        | 346 852                                  | 9 662                                    |
| Zambie                                   | 343 135                                  | 4 057                                    |
| Keňa                                     | 342 937                                  | 5 688                                    |
| Albánie                                  | 334 457                                  | 3 598                                    |
| Botswana                                 | 329 758                                  | 2 801                                    |
| Lucembursko                              | 317 367                                  | 1 220                                    |
| Mauricius                                | 296 042                                  | 1 044                                    |
| Černá Hora                               | 288 808                                  | 2 808                                    |
| Brunej                                   | 279 661                                  | 225                                      |
| Kosovo                                   | 273 312                                  | 3 211                                    |
| Alžírsko                                 | 271 496                                  | 6 881                                    |
| Nigérie                                  | 266 598                                  | 3 155                                    |
| Zimbabwe                                 | 264 276                                  | 5 671                                    |
| Uzbekistán                               | 251 247                                  | 1 637                                    |
| Mosambik                                 | 233 214                                  | 2 242                                    |
| Laos                                     | 218 023                                  | 758                                      |
| Afghánistán                              | 209 451                                  | 7 896                                    |
| Island                                   | 209 137                                  | 263                                      |
| Kyrgyzstán                               | 206 708                                  | 2 991                                    |
| Salvador                                 | 201 785                                  | 4 230                                    |
| Trinidad a Tobago                        | 189 918                                  | 4 355                                    |
| Maledivy                                 | 185 738                                  | 311                                      |
| Ghana                                    | 171 229                                  | 1 462                                    |
| Namibie                                  | 171 156                                  | 4 090                                    |
| Uganda                                   | 170 544                                  | 3 630                                    |
| Jamajka                                  | 154 416                                  | 3 514                                    |
| Kambodža                                 | 138 719                                  | 3 056                                    |
| Rwanda                                   | 133 194                                  | 1 468                                    |
| Kamerun                                  | 124 392                                  | 1 965                                    |
| Malta                                    | 117 610                                  | 828                                      |
| Barbados                                 | 106 798                                  | 579                                      |
| Angola                                   | 105 288                                  | 1 933                                    |
| Konžská demokratická republika           | 95 749                                   | 1 464                                    |
| Senegal                                  | 88 926                                   | 1 971                                    |
| Malawi                                   | 88 707                                   | 2 686                                    |
| Pobřeží slonoviny                        | 88 263                                   | 834                                      |
| Surinam                                  | 82 467                                   | 1 404                                    |
| Svazijsko                                | 74 267                                   | 1 425                                    |
| Guyana                                   | 73 075                                   | 1 298                                    |
| Belize                                   | 70 757                                   | 688                                      |
| Fidži                                    | 68 898                                   | 883                                      |
| Madagaskar                               | 67 889                                   | 1 423                                    |
| Súdán                                    | 63 829                                   | 5 017                                    |
| Mauritánie                               | 63 668                                   | 997                                      |
| Cabo Verde                               | 63 244                                   | 413                                      |
| Bhútán                                   | 62 627                                   | 21                                       |
| Sýrie                                    | 57 467                                   | 3 164                                    |
| Burundi                                  | 53 631                                   | 38                                       |
| Seychely                                 | 50 665                                   | 172                                      |
| Gabon                                    | 48 981                                   | 306                                      |
| Andorra                                  | 47 890                                   | 165                                      |
| Papua Nová Guinea                        | 46 825                                   | 670                                      |
| Tanzanie                                 | 42 906                                   | 846                                      |
| Togo                                     | 39 396                                   | 290                                      |
| Guinea                                   | 38 267                                   | 467                                      |
| Bahamy                                   | 37 491                                   | 833                                      |
| Lesotho                                  | 34 790                                   | 723                                      |
| Haiti                                    | 34 202                                   | 860                                      |
| Mali                                     | 33 062                                   | 743                                      |
| Svatá Lucie                              | 30 004                                   | 409                                      |
| Benin                                    | 27 999                                   | 163                                      |
| Somálsko                                 | 27 324                                   | 1 361                                    |
| Konžská republika                        | 25 087                                   | 388                                      |
| Šalomounovy ostrovy                      | 24 575                                   | 153                                      |
| Mikronésie                               | 23 948                                   | 61                                       |
| San Marino                               | 23 616                                   | 122                                      |
| Východní Timor                           | 23 419                                   | 138                                      |
| Burkina Faso                             | 22 056                                   | 396                                      |
| Lichtenštejnsko                          | 21 432                                   | 89                                       |
| Grenada                                  | 19 680                                   | 238                                      |
| Jižní Súdán                              | 18 368                                   | 138                                      |
| Tádžikistán                              | 17 786                                   | 125                                      |
| Rovníková Guinea                         | 17 229                                   | 183                                      |
| Tonga                                    | 16 810                                   | 13                                       |
| Samoa                                    | 16 607                                   | 29                                       |
| Monako                                   | 16 121                                   | 67                                       |
| Dominika                                 | 15 760                                   | 74                                       |
| Džibutsko                                | 15 690                                   | 189                                      |
| Nikaragua                                | 15 655                                   | 245                                      |
| Marshallovy ostrovy                      | 15 649                                   | 17                                       |
| Středoafrická republika                  | 15 368                                   | 113                                      |
| Gambie                                   | 12 598                                   | 372                                      |
| Vanuatu                                  | 12 014                                   | 14                                       |
| Jemen                                    | 11 945                                   | 2 159                                    |
| Eritrea                                  | 10 189                                   | 103                                      |
| Svatý Vincenc a Grenadiny                | 9 589                                    | 123                                      |
| Niger                                    | 9 508                                    | 315                                      |
| Antigua a Barbuda                        | 9 106                                    | 146                                      |
| Komory                                   | 9 008                                    | 161                                      |
| Guinea-Bissau                            | 8 960                                    | 176                                      |
| Libérie                                  | 8 090                                    | 295                                      |
| Sierra Leone                             | 7 760                                    | 126                                      |
| Čad                                      | 7 679                                    | 194                                      |
| Svatý Kryštof a Nevis                    | 6 597                                    | 47                                       |
| Svatý Tomáš a Princův ostrov             | 6 281                                    | 77                                       |
| Palau                                    | 5 991                                    | 9                                        |
| Nauru                                    | 5 247                                    | 1                                        |
| Kiribati                                 | 5 014                                    | 18                                       |
| Tuvalu                                   | 2 805                                    | 0                                        |
| Letní olympijské hry 2020                | 865                                      | 0                                        |
| Zimní olympijské hry 2022                | 535                                      | 0                                        |
| Vatikán                                  | 29                                       | 0                                        |
| Antarktida                               | 11                                       | 0                                        |
| Severní Korea                            | 1                                        | 6                                        |
| zobrazit • diskuse • editovat            |                                          |                                          |
| Poznámky 1.                              |                                          |                                          |

Virus se podle čínských vládních dokumentů objevil 17. listopadu 2019 ve městě Wu-chan v provincii Chu-pej v Číně. Předpokládá se, že pochází od volně žijících zvířat a byl přenesen na člověka na tržištích s mořskými plody a zvířaty. Existují ale i teorie, že virus unikl z laboratoře na výzkum virů v centru Wu-chanu, jen 18 km od trhu, kde byla nákaza poprvé zaznamenána. Článek v časopise Nature Medicine ze 17. března 2020 předpokládá přirozený původ viru a původ z laboratoře pokládá za méně pravděpodobný. Světová zdravotnická organizace byla o výskytu nového onemocnění oficiálně informována 31. prosince 2019.
První pacient zemřel dne 9. ledna 2020 v Číně. Šíření epidemie eskalovalo v polovině ledna 2020, kdy byly také evidovány první případy nakažených mimo pevninskou Čínu.
Koronavirus se rozšířil do dalších provincií Číny v polovině ledna 2020, čemuž napomohly oslavy a cestování během čínského Nového roku. Případy nakažených začaly být následně hlášeny kromě Číny v dalších 191 zemích (seznam), do kterých byl virus přenesen mezinárodními cestovateli. Od 23. ledna vede Světová zdravotnická organizace s místními vládami, v Číně a jiných zemích, úsilí, aby se varovalo a informovala obyvatelstvo a stanovila opatření, která by zabránila šíření nového viru. Dne 30. ledna, kdy bylo potvrzeno 7 711 případů v 18 státech světa, byl Světovou zdravotnickou organizací vyhlášen globální stav zdravotní nouze.
V průběhu jara 2020 došlo k rozšíření viru do všech zemí světa s výjimkou několika malých ostrovních států. Oficiální čísla ještě v červnu neuváděla žádné případy ani v Turkmenistánu a v Severní Koreji. V případě obou zemí panují ale pochybnosti o spolehlivosti poskytovaných dat. V květnu 2023 Světová zdravotnická organizace ohlásila, že covid-19 již nepředstavuje celosvětové ohrožení zdraví.
|  |
|  |
|  |

### Asie
První případ onemocnění covid-19 se objevil 1. prosince 2019 v Číně. Dne 13. ledna 2020 se objevil první případ mimo Čínu, v thajském Bangkoku. Od 19. května hlásily případy všechny asijské státy, kromě Turkmenistánu a Severní Koreje, ačkoli tyto země případy pravděpodobně mají. I když byla Asie prvním zasaženým světadílem, některé státy zareagovaly poměrně rychle a nemoc rychle zvládly, např. Vietnam, Singapur, Tchaj-wan, či Jižní Korea.

#### Čína

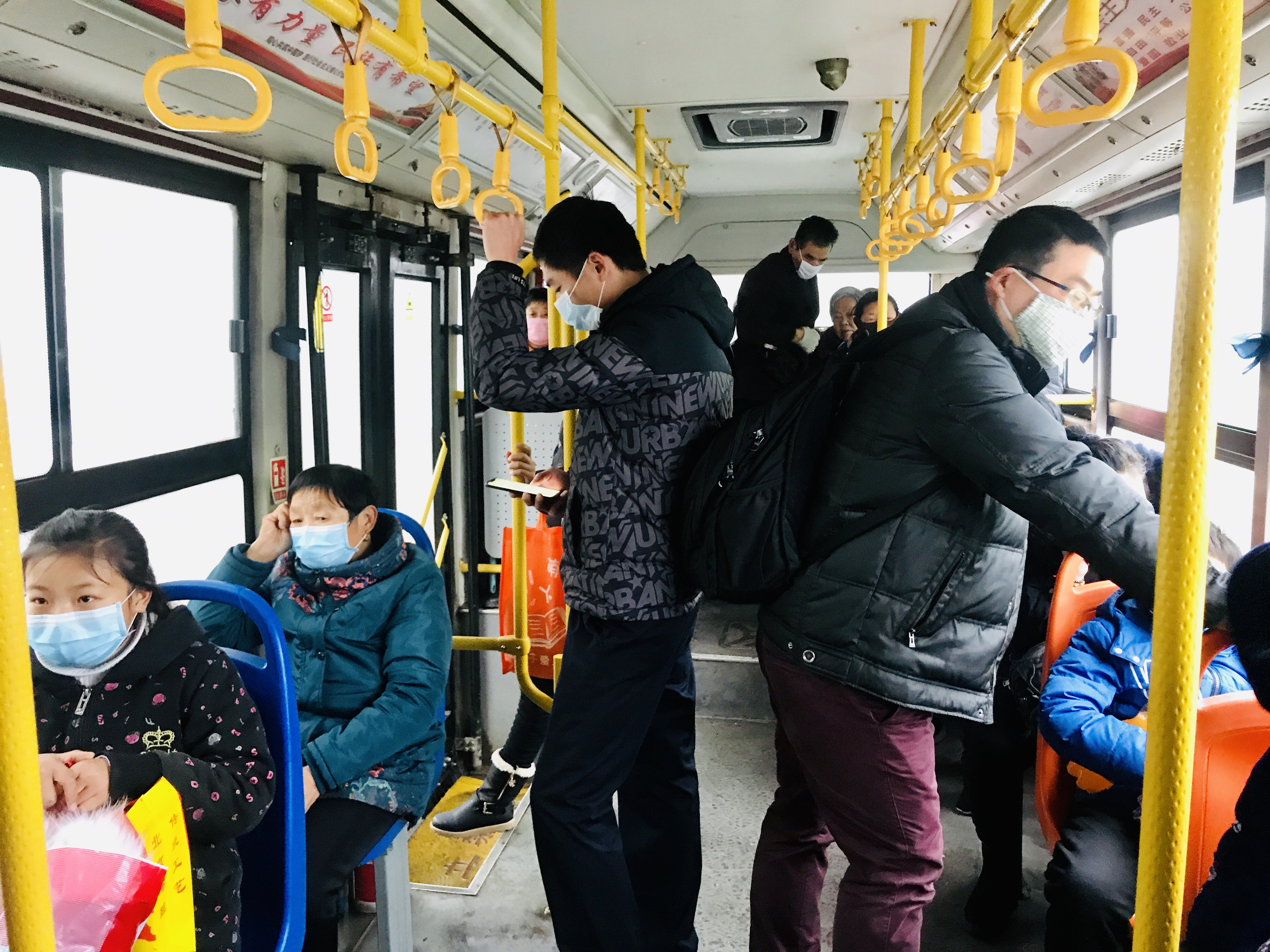
Cestující v čínské provincii Chu-pej 23. ledna 2020

První potvrzený případ onemocnění byl v Číně zaznamenán 1. prosince 2019 ve Wu-chanu. Dne 31. prosince 2019 zveřejnila Wuchanská městská zdravotnická komise veřejné oznámení, v němž potvrdila 27 případů. Čínská národní zdravotní komise zpočátku uvedla, že neexistuje žádný „jasný důkaz“ přenosu z člověka na člověka. V konferenčním hovoru ze 14. ledna 2020 čínští úředníci soukromě prohlásili, že přenos z člověka na člověka je možný, a je třeba se připravit na pandemii.
Dne 20. ledna 2020 čínská národní zdravotnická komise potvrdila přenos viru z člověka na člověka. Téhož dne vydal prezident Xi Jinping a premiér Li Keqiang první veřejné komentáře k viru a řekl lidem v infikovaných oblastech, aby se zbytečně nesetkávali s lidmi z jiných domácností a vyhýbali se cestování. Během období čínského nového roku úřady podněcovaly uzamčení města Wu-chan. Dne 10. února 2020 zahájila čínská vláda radikální kampaň popsanou hlavním vůdcem a generálním tajemníkem Čínské komunistické strany Xi nazvanou „lidová válka“, která má zabránit šíření viru. Dne 23. ledna 2020 bylo zastaveno cestování dovnitř a ven z Wu-chanu, pak se rozšířil do patnácti měst v provincii Chu-pej, v nichž žije asi 57 milionů lidí.
Úřady oznámily výstavbu dočasných nemocnic, nemocnici Chuo-šen-šan, která byla dokončena za deset dní, a nemocnici Lej-šen-šan. Další zařízení ve Wu-chanu, jako jsou kongresová centra a stadiony, byla také přeměněna na dočasné nemocnice. Koncem února úřady zavedly další řadu opatření k omezení nákazy covid-19, včetně vydávání zdravotních prohlášení pro cestující a změnění termínů svátků na jaře, cestovní omezení a uzavření muzeí, univerzit a škol po celé zemi. Kontrola veřejného hnutí byla použita v mnoha městech a odhadem 760 milionů lidí (více než polovina populace) čelilo nějaké formě uzavření.
Poté, co se v březnu rozšířilo ohnisko do celosvětové fáze, přijaly čínské orgány přísná opatření, aby zabránily opětovnému vniknutí viru do Číny z jiných zemí. Peking například zavedl 14denní povinnou karanténu pro všechny mezinárodní cestující vstupující do města. Dne 24. března 2020 čínský premiér Li Keqiang informoval, že šíření domácích případů bylo v zásadě blokováno a ohnisko bylo v Číně kontrolováno. Tentýž den byla v provincii Chu-pej zmírněna cestovní omezení. Čínská vláda vyzvala podniky a továrny, aby se znovu otevřely 30. března, a poskytla firmám peněžní stimulační balíčky.

#### Indie
První případ se v Indii objevil dne 30. ledna 2020, jednalo se o cestujícího z Číny. Dne 16. března vláda vyhlásila celostátní uzavření škol. Dne 24. března nařídila indická vláda celostátní karanténu, která se od 1. června začala postupně uvolňovat. Dne 12. března 2020 se 76letý muž, který se vrátil ze Saúdské Arábie, stal první obětí tohoto viru v zemi.
V květnu 2020 dosáhla Indie nejvyššího počtu nakažených v Asii. Dne 19. května 2020 překonal počet potvrzených případů 100 000 a dne 17. července 2020 1 000 000. Dne 10. června poprvé překročil počet zotavených aktivní případy.

#### Tchaj-wan
Tchaj-wan patří mezi první desítku zemí s nejúčinnějším systémem zdravotní péče. Epidemii covidu-19 zvládá bez větších problémů, okamžitě zajistil roušky a dezinfekci pro každého občana a zařídil testování zdarma. Podrobně informuje obyvatelstvo o situaci. Základem jeho strategie je testování všech, kdo mohli přijít do styku s nakaženými nebo se vrátili ze zahraničí. Když zaznamenali první nakažené, zdravotní systém byl schopen během jednoho dne porovnat údaje z Národního systému zdravotního pojištění s údaji imigračních úřadů, registračního rejstříku tchajwanských občanů a registrace cizinců a díky tomu prakticky identifikoval všechny, kdo byli v posledních 14 dnech v rizikových oblastech.
Do 12. května 2020 bylo otestováno 67 758 osob, z nichž se laboratorně nákaza potvrdila u 440. Z nich 349 se nakazilo v zahraničí a pouze 55 druhotně, nárůst v dubnu se týká pouze jediné vojenské lodi. Zemřelo 7 osob, 372 se uzdravilo a zbytek je v nemocniční péči. Statistiku denně aktualizuje Central Epidemic Command Center (CECC).

#### Vietnam
Na hrozící epidemii se začal připravovat už v prosinci 2019, když přišly první zprávy z Číny. První nakažený přicestoval z Wu-chanu 13. ledna a od něj se nakazil jeho syn. Vietnamští lékaři prokázali mezilidský přenos už 22. ledna a jako první o něm publikovali zprávu 27. února. Lety do Wu-chanu byly zastaveny 24. ledna. Vietnamské Ministerstvo zdravotnictví 29. ledna zřídilo 40 mobilních pohotovostních týmů. 7.2. byl ve Vietnamské laboratoři úspěšně izolován virus. V únoru byly zavřeny školy, uložena 14denní karanténa v armádních zařízeních všem potenciálně nakaženým, kteří přicestovali ze zahraničí. Šíření epidemie se podařilo zastavit 25. února. Nová vlna se objevila 6. března v Hanoji mezi pasažéry, kteří přicestovali z Londýna, ale již mezi 17.–23. dubnem se nikdo další nenakazil.
Vláda byla od počátku transparentní a nijak neomezovala šíření informací na sociálních sítích. Vietnam měl na počátku pouze 4 laboratoře schopné provádět testování, ale v dubnu jich bylo už 114. Od dubna firma Viet A Corporation exportuje levné a spolehlivé testy na covid-19, které vyhověly předpisům EU i WHO. Je schopna vyrobit 10 000 sad denně a v případě potřeby produkci ztrojnásobit.

### Evropa

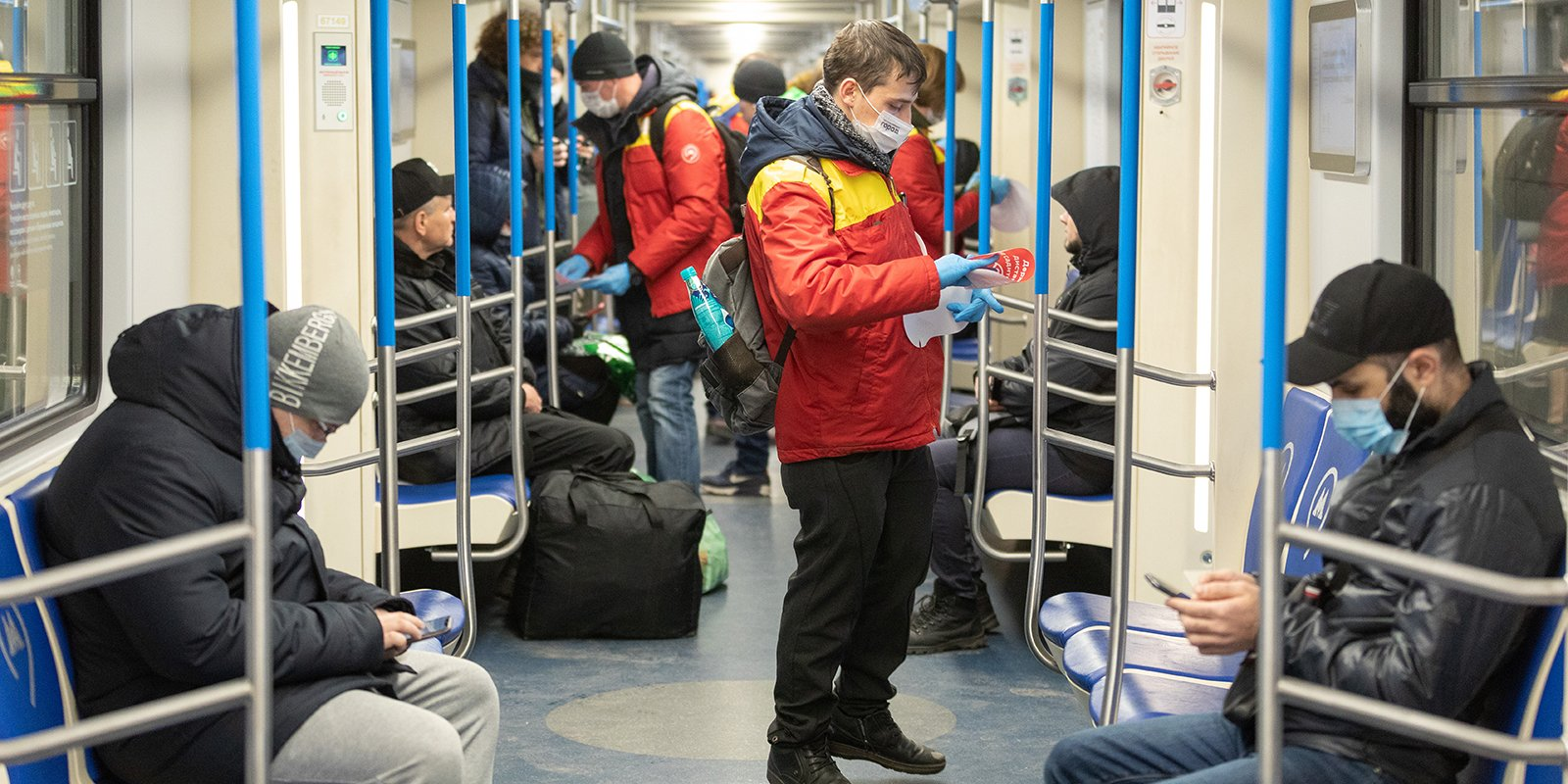
Lepení informačních samolepek o covidu-19 v Moskevském metru koncem března 2020

Existují studie, že se nemoc mohla objevit v Itálii již roku 2019. Analýza vývoje epidemie ukazuje, že k počátku došlo na přelomu roků 2019 a 2020.
První oficiální případ se v Evropě vyskytl dne 24. ledna 2020, kdy byl nakažený pozitivně testován na covid-19 ve francouzském Bordeaux. Zpětně ale analýza vzorků prokázala infekci již v listopadu 2019 v Miláně.
Od 13. března 2020, kdy počet nových případů překonal Čínu, prohlásila Světová zdravotnická organizace Evropu za hlavní ohnisko nákazy. Případy ve většině evropských zemích se zdvojnásobily obvykle během pár dní.
K 17. březnu měly všechny země v Evropě potvrzený případ této nemoci, přičemž Černá Hora byla poslední evropskou zemí, která ohlásila první případ. Ve všech evropských zemích, s výjimkou Vatikánu, bylo hlášeno nejméně jedno úmrtí.

#### Česko
První tři případy nákazy v Česku byly potvrzeny dne 1. března 2020, tito lidé si nákazu dovezli ze severní Itálie, ve které se v té době nákaza šířila velmi rychle a mnoho Čechů tam jezdilo lyžovat do Alp. Rychlý nástup epidemie byl poznamenán kritickým nedostatkem ochranných pomůcek, kterých bylo ve skladech málo.
Dne 16. března 2020 se uzdravili první tři pacienti a k 5. dubnu mělo opakovaně negativní test už 96 původně nakažených. 22. března 2020 úřady oznámily první úmrtí pacienta s nákazou v Česku, 95letého muže hospitalizovaného v pražské Nemocnici Na Bulovce.

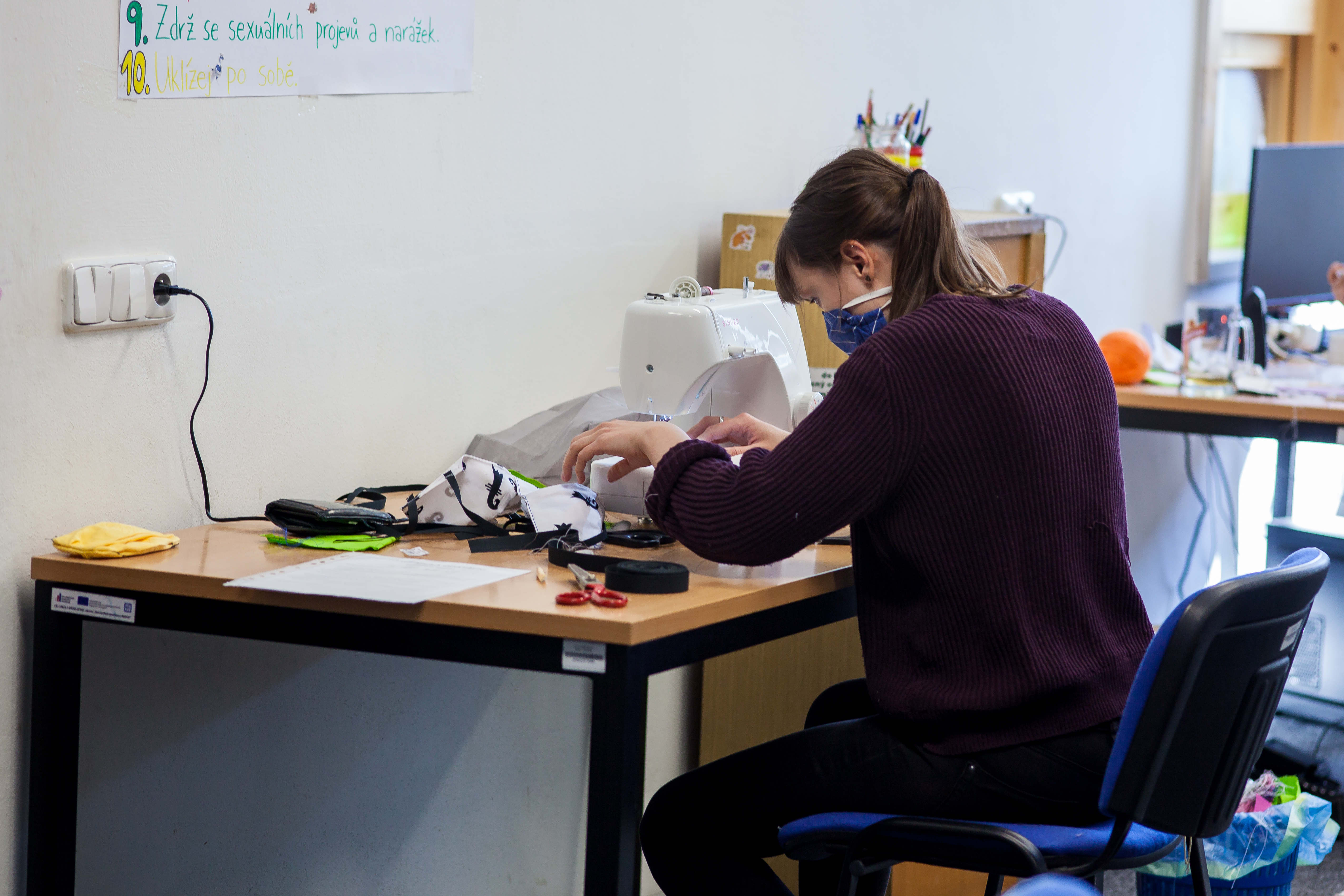
Dobrovolníci v Česku šijící roušky v souvislosti s usnesením vlády z 31. března 2020 o zákazu pohybu mimo bydliště bez ochranných prostředků dýchacích cest

Od března bylo v ČR kvůli nemoci zavedeno několik opatření. Od 11. března 2020 byly uzavřeny všechny školy. Dne 12. března ve 14.00 byl vyhlášen nouzový stav s řadou omezení pro občany a podniky, 14. března pak byla zavřena restaurační zařízení a ostatní provozovny mimo těch nejdůležitějších. O půlnoci z 15. na 16. března byly až na výjimky uzavřeny státní hranice.
Počet nakažených a nemocných začal opětovně narůstat již během léta, nejvíce ohnisek nákazy (na počet obyvatel) bylo na Frýdecko-Místecku, Prachaticku a především v Praze. V posledních týdnech července a prvním týdnu srpna se výskyt nákazy rozšířil do takřka všech regionů. Nejrychleji přibývalo nakažených v Praze, Brně a okresech Frýdek-Místek a Karviná. V prvním týdnu měsíce září 2020 se Česká republika zařadila mezi nejhůře zasažené země Evropy co do počtu nově nakažených na milion obyvatel. 8. září 2020 počet nově zjištěných případů poprvé přesáhl 1 000 osob.
S účinností od 5. října vyhlásila vláda dne 30. září nouzový stav. Dne 12. října se uzavřely všechny školy, s výjimkou mateřských.
Dne 3. listopadu zemřelo rekordních 262 nakažených. Dne 13. listopadu představil ministr zdravotnictví Jan Blatný nový protiepidemický systém (PES). Systém měl podle čtyř epidemických parametrů obsahovat rizikové skóre na škále 0 až 100.
K 16. září 2021 zemřelo dle dat ministerstva zdravotnictví na Covid v Česku 30 417 osob. Celkem však od začátku pandemie do 5. září 2021 zemřelo o 37 475 více osob, než je obvyklé, ač proběhlo méně sebevražd a dopravních nehod. Dle vědce Jana Konvalinky ve skutečnosti covid zabil v Česku 36 tisíc osob.

#### Itálie

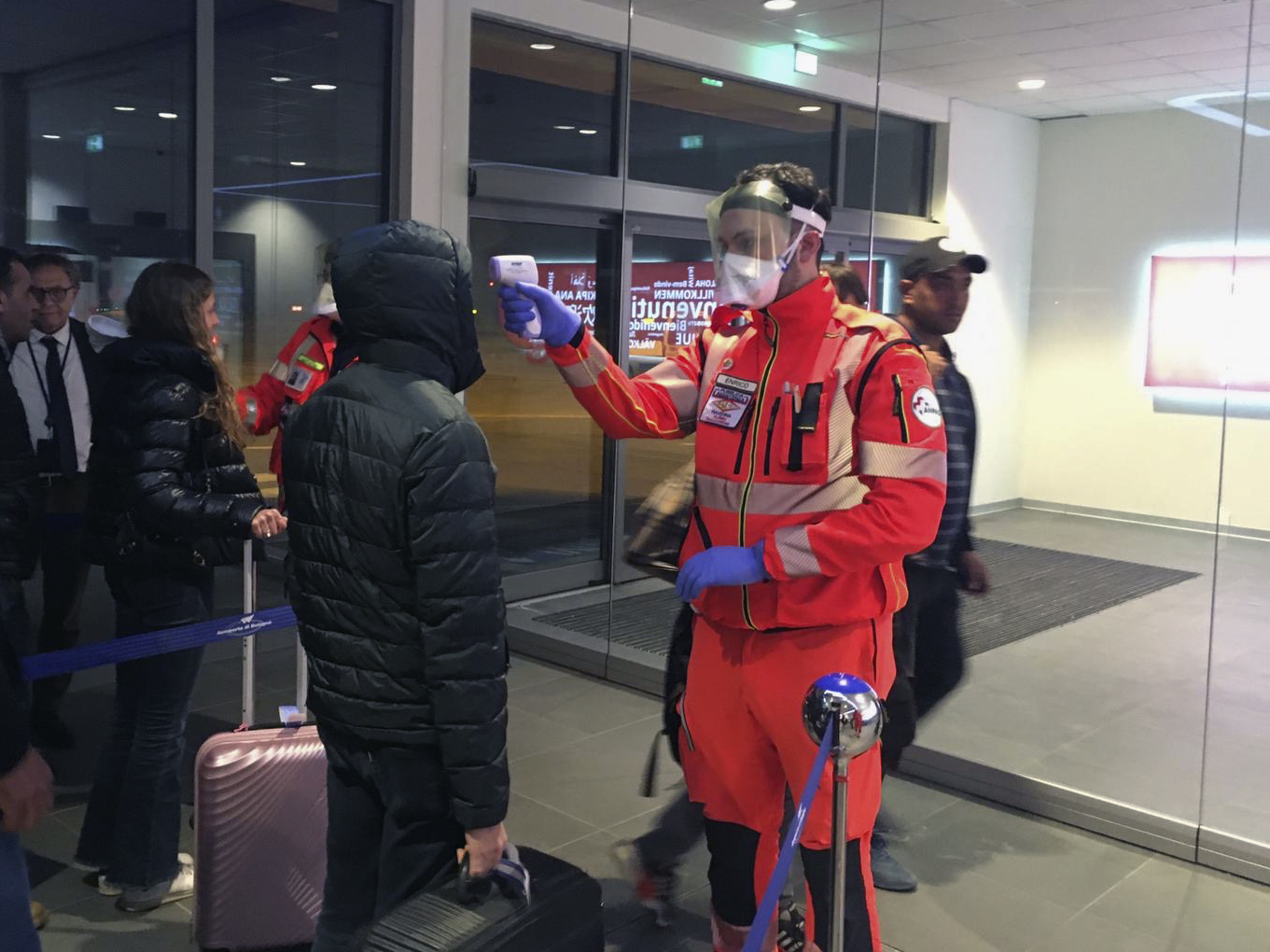
Měření teploty na letišti v Bologni (5. února)

Nákaza se do Itálie rozšířila dne 31. ledna, kdy byli dva čínští turisté v Římě pozitivně testováni. První ohnisko nákazy se objevilo v Lombardii dne 21. února a nákaza se začala velmi rychle šířit. Vláda reagovala přísnými restrikcemi, uzavřely se školy či obchody.

#### Německo
První případ nákazy v Německu byl potvrzen 28. ledna 2020 v bavorském zemském okrese Starnberg nedaleko Mnichova.

#### Spojené království

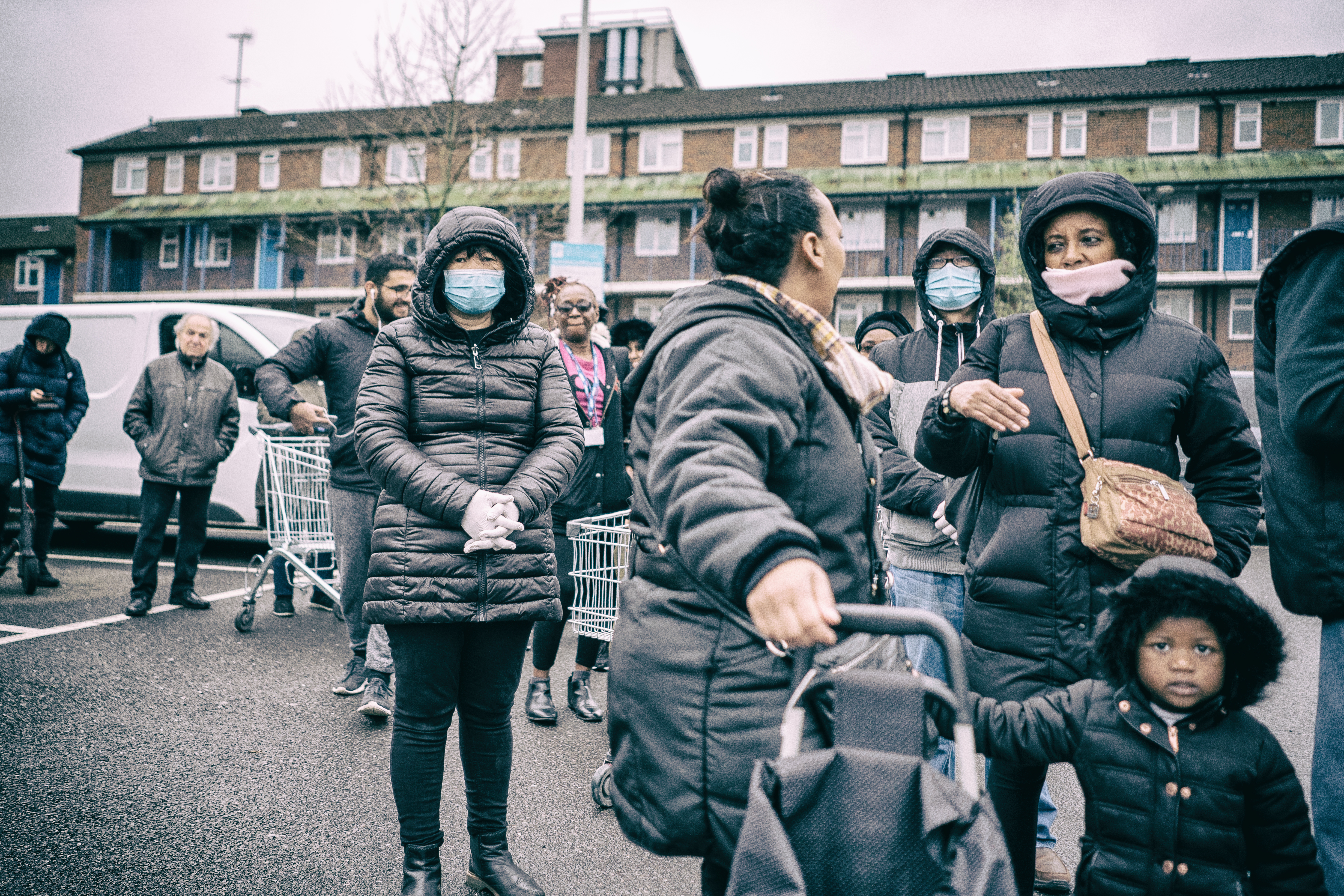
Fronta před supermarketem v Londýně 23. března 2020

První případy nemoci covid-19 byly ve Spojeném království potvrzen dne 31. ledna 2020 v Yorku. Ve stejný den byli britští občané evakuováni z Wu-chanu do karantény. Dne 5. května se počet obětí ve Velké Británii stal nejvyšším v Evropě a druhým nejvyšším na světě.

### Jižní Amerika

#### Ekvádor
Onemocnění covid-19 byl v Ekvádoru poprvé potvrzen 29. února 2020. První nakaženou byla sedmdesátiletá žena, která přicestovala ze Španělska. Organizace spojených národů nabídla pomoc Ekvádoru pod podmínkou, že protiústavně legalizuje potraty.

#### Argentina
Druhá vlna epidemie covidu-19 zasáhla Argentinu v květnu 2021 a země se v přepočtu na počet obyvatel dostala na první místo v počtu úmrtí na světě. V Argentině bylo v té době vakcinováno pouze 18 % obyvatel, převážně ruskou vakcínou Sputnik V a čínskou vakcínou Sinovac.

## Charakteristika nemoci

### Původce nemoci

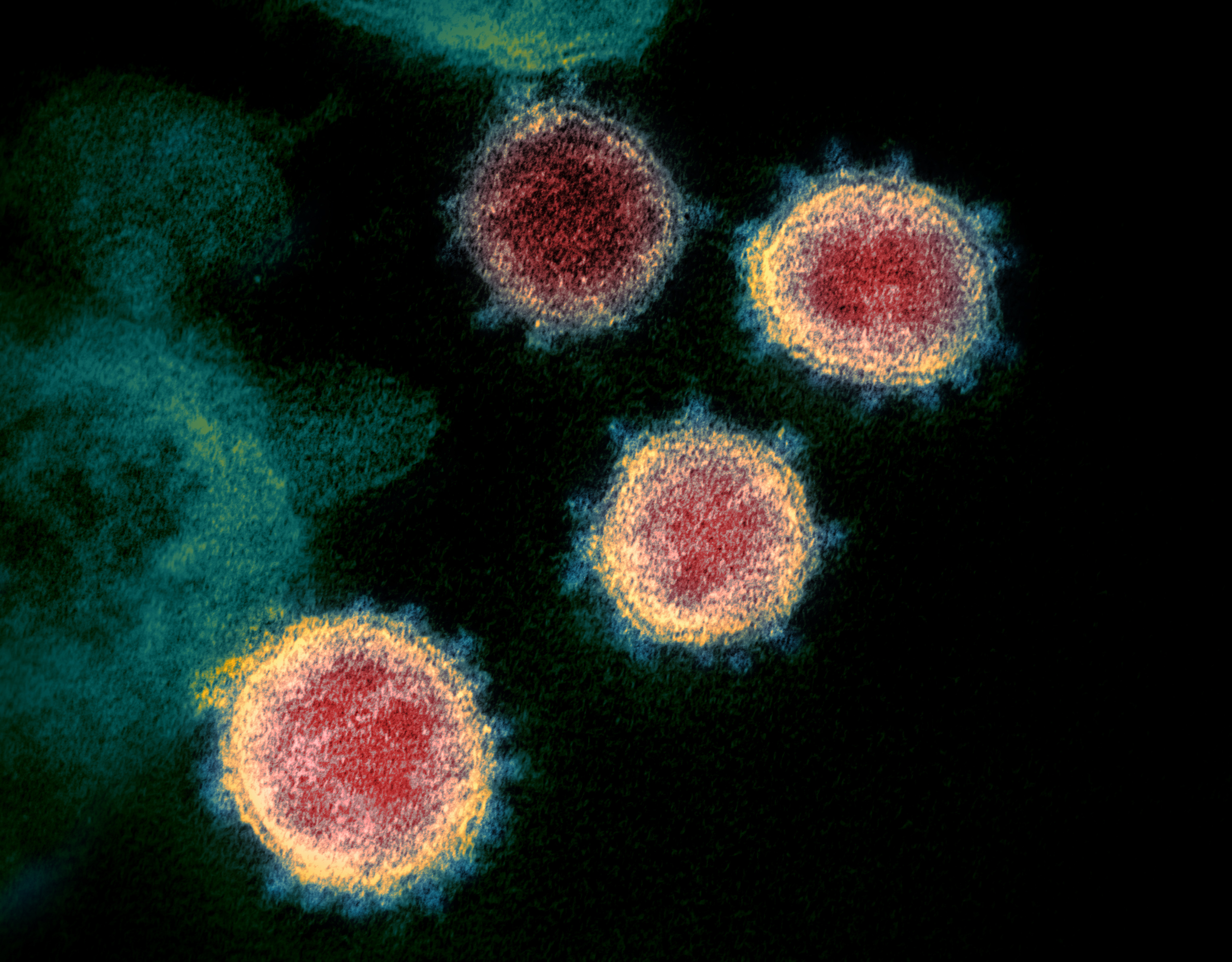
Elektronovým mikroskopem pořízený snímek viru SARS-CoV-2.

Covid-19 je virové onemocnění, jejímž původcem je virus ze skupiny koronavirů, nazvaný původně 2019-nCoV, později přejmenovaný na SARS-CoV-2. Virus se poprvé podařilo izolovat a identifikovat čínským vědcům 7. ledna 2020. Výsledky jejich genového sekvenování přijala WHO 12. ledna, což umožnilo laboratořím po celém světě vytvořit specifické PCR testy na diagnostiku viru.
SARS-CoV-2 je sedmým členem rodiny koronavirů a může se přenést na člověka. Pomocí genového sekvenování bylo zjištěno, že je podobný nejméně ze 75–80 % koronaviru SARS-CoV a z více než 85 % netopýřím koronavirům. Sekvence wuchanského betakoronaviru jsou podobné těm v betakoronavirech, jež byly objeveny u letounů. Virus je však geneticky odlišný od ostatních koronavirů, jako je Severe acute respiratory syndrome-related coronavirus (SARS-CoV-1) a Middle East respiratory syndrome-related coronavirus (MERS-CoV). Spolu se SARS-CoV je členem rodové linie Beta-CoV B. Čínským střediskem pro kontrolu a prevenci nemocí, Institutem patogenní biologie a nemocnicí Wu-chan Ťin-jin-tchan bylo izolováno a zveřejněno pět genomů nového koronaviru.
RNA sekvence koronaviru SARS-CoV-2 je dlouhá přibližně 30 kbp. Studie potvrdily, že je na člověka přenášen pomocí receptorů ACE 2, jako je tomu u viru SARS.
Zvířecí rezervoár viru SARS-CoV-2 pro člověka není dosud znám a výsledky z vyšetření zvířat z tržiště ve Wu-Chanu nejsou zatím k dispozici. Je však pravděpodobné, že virus pochází od netopýrů.
Aktualizovaný akademický článek zveřejněný 23. ledna 2020 na bioRxiv členy Wuchanského institutu virologie, nemocnice Wu-chan Ťin-jin-tchan, Univerzity čínské akademie věd a Chu-pejského provinčního střediska pro kontrolu a prevenci nemocí, uvádí, že nový koronavirus pochází nejspíše od netopýrů. Provedená analýza ukazuje, že je SARS-CoV-2 na genomové úrovni z 96% shodný s netopýřím koronavirem.
Dne 22. ledna 2020 vědci z Pekingské univerzity, Kuangsiské univerzity tradiční čínské medicíny, Univerzity Ning-po a Wuchanské bioinženýrské koleje publikovali článek, ve kterém zkoumali možný přenos viru u lidí, netopýrů, kuřat, ježků, luskounů a dvou druhů hadů. Dospěli k závěrům, že „SARS-CoV-2 je rekombinantním virem mezi netopýřím koronavirem a koronavirem neznámého původu“ a „hadi jsou nejpravděpodobnějšími nosiči koronaviru SARS-CoV-2“, který byl přenesen na člověka. Další doplnili, že za vznikem SARS-CoV-2 stojí „spojení hadího a netopýřího viru“. Avšak někteří zpochybnili pekingskou publikaci a tvrdili, že mezičlánkem mezi člověkem a netopýry nejsou hadi, nýbrž ptáci nebo savci. Pravděpodobněji k přenosu došlo přes psa, který netopýra snědl a umožnil tak mutaci viru způsobující i zažívací potíže.

### Příznaky a symptomy

Symptomy koronaviru SARS-CoV-2.

Příznaky, jež koronavirus způsobuje, jsou horečka, únava, suchý kašel, dušnost a ARDS. Závažné infekce mohou vést k zápalu plic, selhání ledvin a smrti. Méně častými příznaky jsou kýchání, rýma nebo bolest v krku. Symptomy jsou podobné symptomům chřipky.
Studie, jež se zabývá prvními 41 nakaženými pacienty, kteří byli přijati do nemocnice ve Wu-chanu, uvádí, že většina pacientů byla před nakažením zdravá a více než čtvrtina z nich byla přijata k intenzivní péči. Základní fyziologické funkce byly v době přijetí hospitalizovaných většinou stabilní. Měli však snížený počet bílých krvinek (leukopenie a lymfocytopenie). Mnoho infikovaných prodělalo závažná onemocnění a většina těch, kteří zemřeli, trpěla diabetem, zvýšeným krevním tlakem a kardiovaskulárními onemocněními, které narušily jejich imunitní systémy.

### Přenos
Primární způsob přenosu je skrz kapénky, které lidé exhalují, zvláště pak při kašlání či kýchání. Kapénky vydrží na vzduchu jen krátkou dobu, ale na kovovém, skleněném nebo plastovém povrchu mohou zůstat životaschopné a nakažlivé. Detailní informace o viru nejsou zatím dostupné (k 26. únoru 2020), ale předpokládá se, že je podobný ostatním koronavirům, které při pokojové teplotě mohou přežít až 9 dní (při 4 °C i více než 28 dní). Při 13 °C (odpovídá jarnímu a podzimnímu počasí) je poločas přežívání viru na různých površích (včetně masek) zhruba jeden den, ale za teploty 25 °C dojde za den k redukci viru zhruba 100x. Dezinfekce povrchů je možná pomocí 62–71 procentního ethanolu a podobných látek aplikovaných po dobu 1 minuty (redukce počtu virů 100x až 10000x).
WHO prohlásila, že riziko nákazy od někoho, kdo neprojevuje žádné symptomy, je „velmi nízké“. Pokud však někdo již projevuje počáteční symptomy a třeba jen slabě kašle, je zde již riziko přenosu. Analýza případů ze Singapuru a Tchien-ťinu však ukazuje, že k řadě případů nákazy mohlo dojít prostřednictvím osob, které se nedávno nakazily, ale ještě nevykazovaly příznaky. To by znamenalo, že izolace osob až ve chvíli, kdy začnou vykazovat první příznaky, není tak efektivní, jak se doufalo.
Základní reprodukční číslo (průměrný počet lidí, které nakažená osoba dále nakazí) se podle různých odhadů pohybuje mezi 2,13 až 4,82. To je podobné jako u SARS. Závisí však na chování populace. Například scházení se kvůli narozeninám zvyšuje riziko přenosu o 30 %.
K přenosu může dojít i mezi člověkem a domácími zvířaty. Virus se značně množí i například na farmách s norky. Také jelenovití jsou nakažení.

## Diagnostika

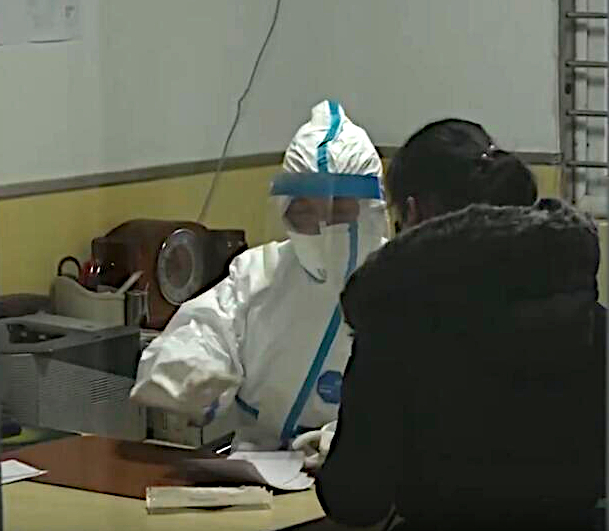
Lékař v ochranném obleku prohlíží pacienta v nemocnici ve Wu-chanu

Dne 15. ledna 2020 vydala Světová zdravotnická organizace (WHO) protokol o diagnostice a testování viru SARS-CoV-2. Vyvinul jej tým virologů z nemocnice Charité. Od té doby bylo WHO zveřejněno několik dalších testovacích protokolů. Z RNA testů odpadních vod lze zjistit náběh epidemie několik dní před diagnostickými testy osob.

### Metody diagnostiky

#### Přímá detekce viru pomocí kvantitativní reverse transcription PCR (qRT PCR)
Přímá detekce viru u pacienta je založena na zjištění přítomnosti virové RNA ve stěrech ze sliznice v ústech a v nosu, která se amplifikuje pomocí reverzní transkripce a polymerázové řetězové reakce (qRT PCR). V prvním kroku se z odebraného vzorku nejprve extrahuje virová RNA. Specifické úseky nukleových kyselin viru se pomocí reverzní transkriptázy převedou na DNA a ta se pak namnoží pomocí kvantitativní PCR s využitím specifických primerů a sond.

#### Průkaz antigenu
Pro přímý průkaz viru se používá také imunoenzymatická reakce, při které se detekuje přítomnost antigenu (bílkovinná část viru) ve výtěru nosohltanu. Označuje se jako tzv. antigenní test. Princip reakce vychází z vazby antigen-protilátka, kdy máme v diagnostickém setu připravenou specifickou protilátku a zjišťujeme, zda je přítomen antigen v testovaném vzorku sliznice. Výhodou testu je rychlost (zpravidla do 15 min) a nízké náklady, nevýhodou pak nižší citlivost než u PCR testů.

#### Průkaz protilátek (sérologie)
Detekce specifických protilátek v krevním séru pacienta patří mezi nepřímé metody. Při této metodě se nezjišťuje virus, nýbrž protilátková odpověď organismu na virovou infekci. Protilátky se vytvoří v těle zhruba 1–3 týdny po vstupu viru do organismu. První komerční sérologický test byl otestován v Singapuru, další sérologické testy byly testovány v Evropě a USA. Výhodou testu je snadnost a rychlost provedení, protilátky mohou pomoci odhalit lidi, kteří prodělali nemoc včetně asymptomatických jedinců, u nichž nákaza proběhla bez příznaků a bez vylučování viru. Sérologické testy však nelze použít pro monitoring nových případů a odhalení nosičů viru.

## Prevence
Jako prevence proti přenosu infekce se doporučuje důsledné dodržování hygieny:
- mýt si ruce mýdlem či dezinfekcí vždy, když je to vhodné
- vyhýbat se dotykům očí, nosu nebo úst nemytýma rukama
- kašlat a kýchat pouze do kapesníku (nikoliv do ruky), nebo do rukávu a vyhazovat použité (papírové) kapesníky přímo do koše
- nosit roušku na veřejnosti

Dále je doporučen společenský odstup.
Mnoho vlád nedoporučuje či přímo zakazuje cestování do rizikových zemí a oblastí. Čína zakázala obchodování s volně žijícími zvířaty a jejich konzumaci.
Poskytovatelé zdravotní péče, kteří se starají o někoho, kdo může být infikován, by měli dodržovat standardní preventivní opatření vůči přenosu dotykem a vzduchem a chránit si oči. Přenos očima je možný, tak jako je prokázán u jiných virů jako je SARS-CoV. Ochrana očí snižuje přenos podobnou měrou jako masky.
Pro zdravotnické úřady je klíčové důsledné dohledávání osob, se kterými nakažené osoby přišly do kontaktu. To jednak umožňuje určit zdroj infekce a rovněž tak lze omezit její další šíření.
Mezi rozšířené, ale mylné představy o tom, jak zabránit infekci, patří: oplachování nosu, kloktání ústní vody či konzumace česneku. Žádná z těchto metod není účinná.

### Mytí rukou
Jako prevence vůči šíření nemoci se doporučuje, aby si lidé často umývali ruce mýdlem a vodou po dobu nejméně 20 sekund, zejména poté, co šli na záchod, nebo když jsou ruce viditelně špinavé. Rovněž tak před jídlem a poté, co se vysmrkáte, kýchnete nebo zakašlete. Pokud mýdlo a voda nejsou snadno dostupné, je možno použít dezinfekční prostředky na bázi alkoholu s nejméně 60% obsahem alkoholu. WHO rovněž vydala doporučení, aby se lidé nemytýma rukama nedotýkali očí, nosu nebo úst.

### Respirační hygiena

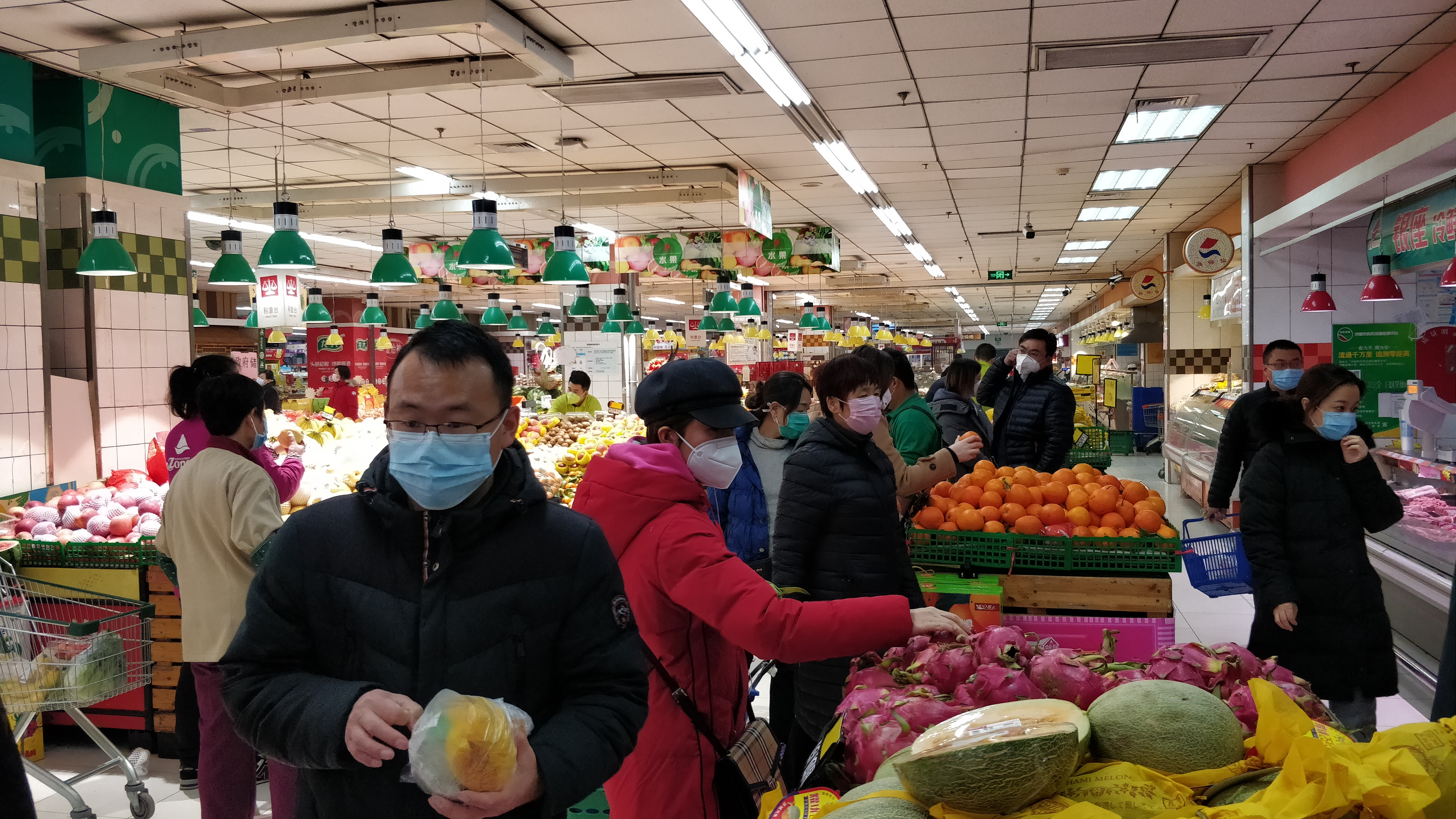
Lidé s rouškami v čínském Šan-tungu 29. ledna 2020

Zdravotnické organizace obecně doporučují pří kýchání či kašlání zakrýt si nos a ústa kapesníkem či alespoň rukávem a jde-li o jednorázovou pomůcku (papírový kapesník), okamžitě se jí zbavit.
Používání obličejových ochranných prostředků (roušek a respirátorů) je doporučeno především těm, kdo mohou být infikováni, , protože mohou omezit objem a cestovní vzdálenost kapének produkovaných a rozptylovaných při mluvení, kýchání a kašli. Obličejové ochranné prostředky by také měli nosit ti, kdo se starají o někoho, kdo může být nakažený. Profesionálním zdravotníkům bylo kromě toho doporučeno, aby kromě dalších osobních ochranných prostředků používali respirátory přinejmenším stejně úrovně ochrany jako třída N95 v USA, standard FFP2 v EU nebo ekvivalentní. WHO vydala obecná doporučení, kdy a jak roušky a respirátory používat.
Používání obličejových ochranných prostředků širokou veřejností, tedy i lidmi, u kterých nehrozí bezprostřední riziko nákazy, je sporné. Doporučení WHO dlouho vyznívala v tomto směru negativně s tím, že existují pouze omezené důkazy, že nošení obličejových ochranných prostředků neinfikovanými osobami, u kterých je nízké riziko nákazy, je účinné, ačkoli mohou například lidem pomoci vyhnout se mimoděčnému dotyku s vlastní tváří. Avšak poté, co někteří experti nošení obličejových ochranných prostředků podpořili, přičemž argumentovali například tím, že při zakašlání či kýchnutí se virus muže přenést výrazně dále, než je doporučovaný zhruba dvoumetrový odstup (podle studie vědců z MIT při zakašlání až do vzdálenosti 6 metrů, při kýchnutí až do 8 metrů), WHO svůj postoj přehodnotila.
Řada zemí, bez ohledu na postoj WHO, v rámci opatření proti šíření koronaviru nošení obličejových ochranných pomůcek na veřejnosti doporučuje, či přímo pod hrozbou sankcí vyžaduje. Čína použití obličejových ochranných pomůcek zdravými občany na veřejnosti výslovně doporučila, zejména pokud přicházejí do těsného kontaktu (≤1 metr) s jinými lidmi. Hongkong doporučuje nosit roušky v prostředcích hromadné dopravy nebo při pobytu v přeplněných prostorách. Thajští zdravotničtí činitelé povzbuzují své občany, aby si doma vyráběli látkové roušky a každý den si je prali. Česká republika a Slovensko zakázaly vycházet na veřejnost bez roušky či jiné ochrany obličeje. Rakouská vláda nařídila povinné nošení ochrany obličeje pro všechny nakupující v obchodech. Izrael vyzval všechny obyvatele, aby na veřejnosti nosili ochranu obličeje. Tchaj-wan, který od poloviny března vyrábí 10 milionů ochranných pomůcek denně, zavedl povinné nošení ochrany obličeje pro všechny cestující ve vlacích a meziměstských autobusech od 1. dubna. Panama požádala své občany, aby ochranu obličeje nosili, kdykoli je to možné. Obličejové ochranné pomůcky se široce používají také v Japonsku, Jižní Koreji, Malajsii, a Singapuru.

### Společenský odstup

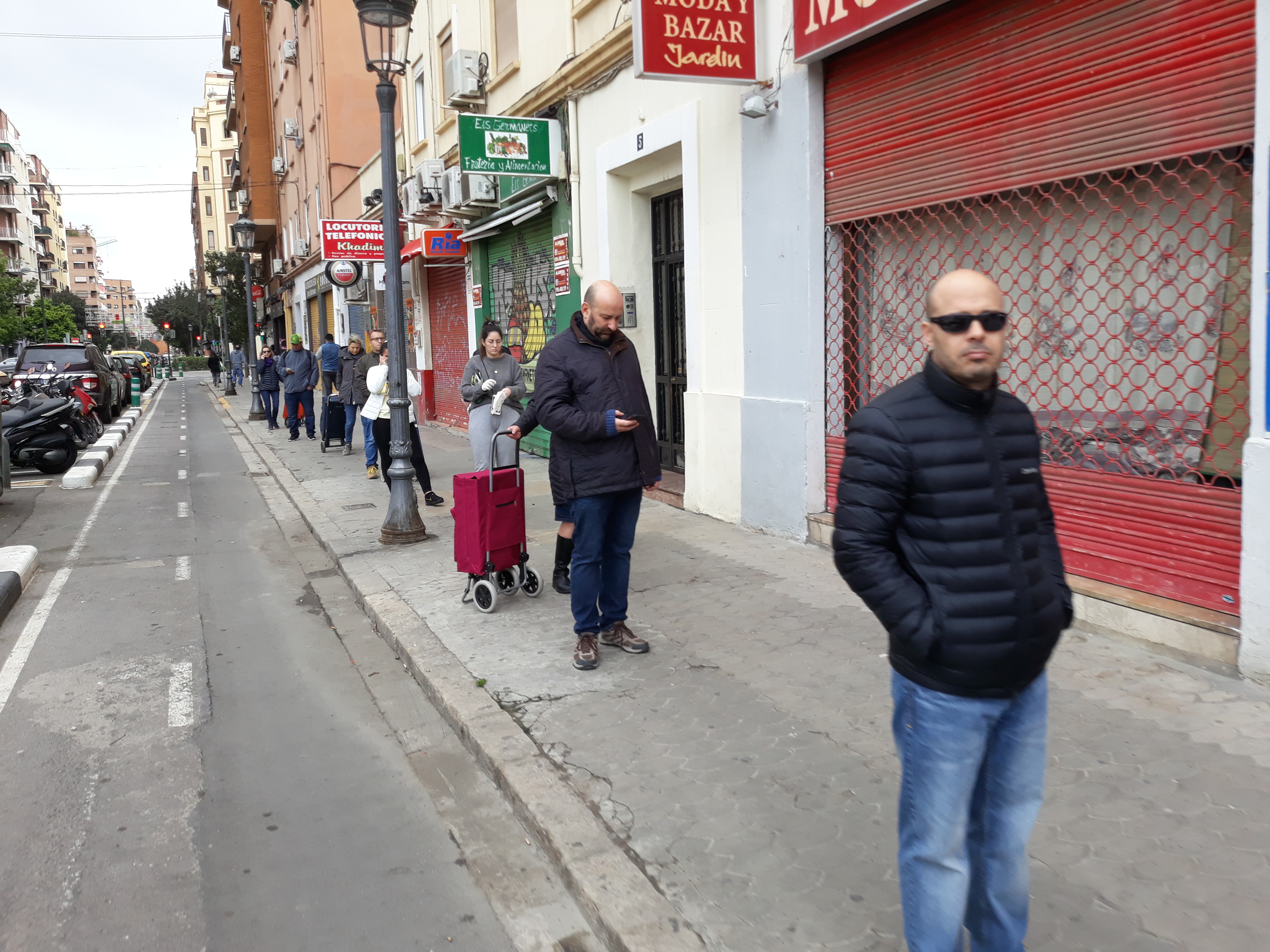
Udržování si odstupu ve frontě ve Španělsku 20. března 2020

Společenský odstup zahrnuje opatření, jejichž cílem je zpomalit šíření nemoci minimalizací přímého kontaktu mezi jednotlivci. Metody zahrnují karanténu, omezení cestování, dále uzavření škol, pracovišť, sportovišť, divadel nebo nákupních center. Jednotlivci mohou používat také další způsoby odstupu, jako je pobyt doma, omezení cestování, vyhýbání se místům s větším počtem lidí, nepodávání rukou nebo i úplná fyzická izolace od ostatních. Mnoho vlád doporučilo či přímo nařídilo bezpečný odstup jako prevenci proti šíření nemoci v zasažených oblastech.
Starší lidé a lidé s vážnými chronickými obtížemi čelí v případě nákazy zvýšenému riziku těžkého průběhu onemocnění s vážnými komplikacemi, a byli proto zdravotníky upozorněni, aby se v oblastech s výskytem nákazy co nejvíce vyhýbali davům a zůstali pokud možno doma.

### Vakcína

Schváleno pro všeobecné použití, probíhá masové očkování
Schváleno pro nouzové použití, probíhá masové očkování
Schváleno pro nouzové použití, probíhá omezené očkování
Schváleno pro všeobecné použití, plánováno hromadné očkování
Schváleno pro nouzové použití, plánováno hromadné očkování
Čeká na schválení nouzového použití

Vakcína proti covidu-19 může rychlým způsobem pomoci získat v populaci kolektivní imunitu bez masových ztrát na životech, poškození zdraví, chronických následků a dalších komplikací, kdy je imunita získána přirozenou cestou (tj. proděláním onemocnění). Stejně jako u jiných onemocnění, u kterých již vakcinace funguje, je k tomu potřeba proočkovanost až 70 % dospělé populace, což by mělo zabránit nekontrolovanému komunitnímu šíření nákazy.
Práce na vývoji vakcíny proti koronavirovým chorobám SARS a MERS ještě před pandemií covidu-19 zajistily znalosti struktury a funkcí koronavirů, což na počátku roku 2020 urychlilo vývoj různých technologických platforem pro vakcínu proti covidu-19.
V klinických studiích fáze III prokázalo několik vakcín účinnost až 95 % při prevenci symptomatické infekce covid-19. Národní regulační orgány (alespoň jednoho státu) schválily k dubnu 2021 třináct vakcín pro veřejné použití: dvě RNA vakcíny (vakcínu Pfizer–BioNTech a vakcínu Moderna), pět konvenční inaktivované vakcíny (BBIBP-CorV od společnosti čínské společnosti Sinopharm, CoronaVac od čínské společnosti Sinovac, Covaxin od společnosti Bharat Biotech, WIBP-CorV a CoviVac), čtyři vakcíny s virovým vektorem (Sputnik V od ruského Gamalejova institutu, vakcína Oxford–AstraZeneca, Ad5-nCoV od čínské společnosti CanSino Biologics a vakcína Johnson & Johnson) a dvě peptidové vakcíny (ruská EpiVacCorona a čínská RBD-Dimer). Podle Světové zdravotnické organizace bylo k březnu 2021 celosvětově v klinických studiích 73 vakcín, z toho 24 v první fázi, 33 ve fázi I. až II. a 16 v závěrečné, III. fázi.
Mnoho zemí zavedlo plány postupné distribuce, které upřednostňují ty, u nichž je nejvyšší riziko komplikací, jako jsou starší lidé, a ty, u nichž je vysoké riziko expozice a přenosu, jako jsou zdravotničtí pracovníci. Společnosti Pfizer, Moderna a AstraZeneca předpověděly výrobu 5,3 miliardy dávek pro rok 2021, které by mohly být použity k očkování asi 3 miliardy lidí (protože vakcíny vyžadují pro ochranný účinek proti covidu-19 dvě dávky).

Tmavě zeleně jsou země, které objednaly miliony dávek vakcíny Sputnik V proti onemocnění covid-19. Světle zeleně jsou země, které projevily zájem o získání této vakcíny.

Nouzově se v Číně očkovalo již od července 2020. V srpnu byla v Rusku schválena první vakcína na světě proti covidu-19 s názvem Sputnik V, která jako nosič využívá lidský adenovirus. V říjnu byla představena druhá ruská vakcína s názvem EpiVakKorona. K říjnu 2020 byly očkovány desetitisíce lidí a vývojáři Sputniku V tvrdili, že je to „nejlepší vakcína“ proti nemoci covid-19. Účinnost vakcíny dosahovala 92 % a k zahájení hromadné produkce došlo začátkem listopadu 2020.
V říjnu 2020 bylo v EU zahájeno první průběžné hodnocení vakcíny Oxford–AstraZeneca, která jako nosič využívá upravený šimpanzí adenovirus neschopný replikace, do jehož DNA byla rekombinací vnesena informace pro spike protein koronaviru. První miliony dávek by mohly být k dispozici začátkem roku 2021. Při prvních klinických testech se jako účinnější jevila poloviční dávka vakcíny, proto se společnost zaměřuje na vyladění optimální koncentrace viru, která vyvolá maximální imunitní reakci. Pro nouzové použití byla schválena ve Spojeném království a dále např. v Argentině či Indii.
V listopadu 2020 byla oznámena 90% účinnost RNA vakcíny Tozinameran vyvíjené německou firmou BioNTech a distribuovanou americkým Pfizerem, která k imunizaci využívá část mRNA koronaviru kódující spike protein. Vedlejším účinkem vakcinace je bolest hlavy. První miliony dávek by mohly být pro Evropu k dispozici v prvním čtvrtletí roku 2021. Cena této vakcíny, založené na zcela novém principu, má být téměř sedmkrát vyšší než u přípravku od AstraZeneca. Další RNA vakcínu, zvanou mRNA-1273 s údajnou účinností 94,5 %, oznámila v listopadu americká firma Moderna. K vedlejším účinkům patří únava a bolest svalů. Vzápětí Pfizer oznámil, že jeho vakcína má také takovou účinnost (přes 94 %). I Rusko vzápětí oznámilo, že tamní vakcína má i takovou účinnost. Ve třetí fázi testování je podobná vakcína, vyvíjená německou biofarmaceutickou společností CureVac z Tübingenu.

#### Očkování ve světě
První západní země, která autorizovala nouzovou aplikaci experimentální vakcíny firem Pfizer/BioNTech, byla v prosinci 2020 Velká Británie. První osobou, která dostala první ze dvou potřebných dávek vakcíny se stala devadesátiletá Margaret Keenan. Německo vybudovalo po celé zemi specializovaná očkovací centra v nevyužívaných sportovních a výstavních halách, sportovních centrech, letištích. Podobně jako v ČR, i Německo čelí dezinformační kampani především z neonacistických kruhů nebo od extrémistické Alternativy pro Německo.
Evropský komisař pro jednotný trh Thierry Breton koncem března 2021 prohlásil, že Evropská unie je schopna s využitím dostupného očkování proti covidu-19 dosáhnout kolektivní imunity na celém kontinentu do 14. července 2021.

#### Očkování v Česku

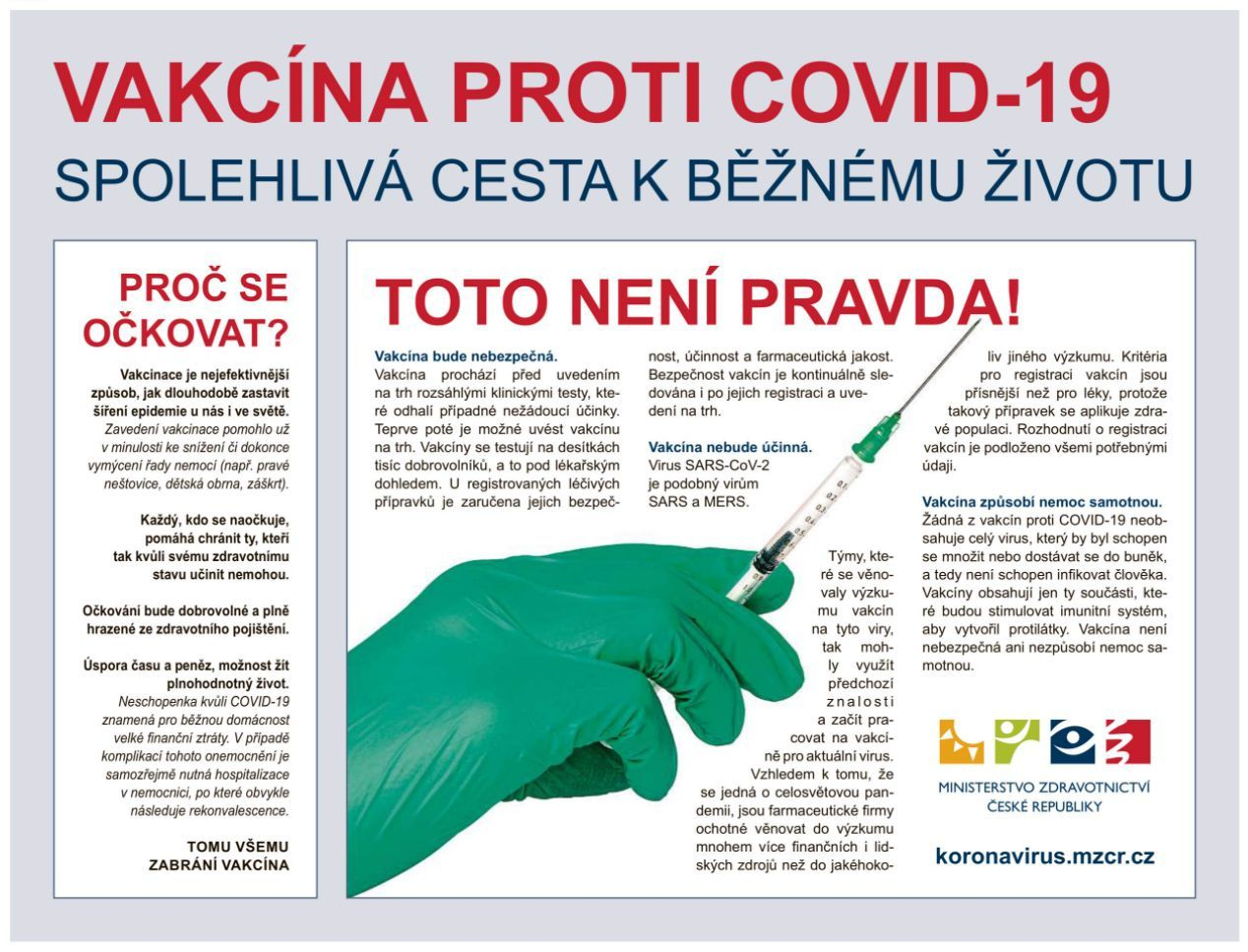
Vládní leták „Vakcína proti COVID-19“ z prosince 2020

Dne 26. prosince 2020 do Česka dorazila z belgického Puursu první dodávka s 9 750 dávkami vakcíny Tozinameran. Přivezena byla do Fakultní nemocnice v Motole, odkud byla rozvezena do dalších tří pražských a dvou brněnských nemocnic a začalo očkování proti covidu-19. První vakcínu obdrželi premiér Andrej Babiš a válečná veteránka Emilie Řepíková.

### Domácí izolace a domácí karanténa
Pro ty, kterým byla diagnostikována infekce covid-19, a pro ty, kteří mají podezření, že byli infikováni, se doporučuje domácí izolace (karanténa).
Osobám v oblastech, kde se virus aktivně šíří, nebo které nedávno navštívily rizikovou oblast, či případně přišly do kontaktu s osobou, u které byla diagnostikována nemoc covid-19, může být zdravotnickými úřady doporučena či nařízena domácí karanténa či fyzický odstup po dobu 14 dnů od doby poslední možné expozice.
Pouze čtvrtina dotázaných Britů uvedla, že se striktně drží vládních doporučení ohledně omezení společenských kontaktů. Data o platbách kartami u obchodníků ukázala, že polovina Čechů hned v prvním týdnu alespoň jednou porušila karanténu. Podle policejních zdrojů z Polska porušil karanténu každý druhý Polák.

## Účinnost preventivních opatření vEvropě

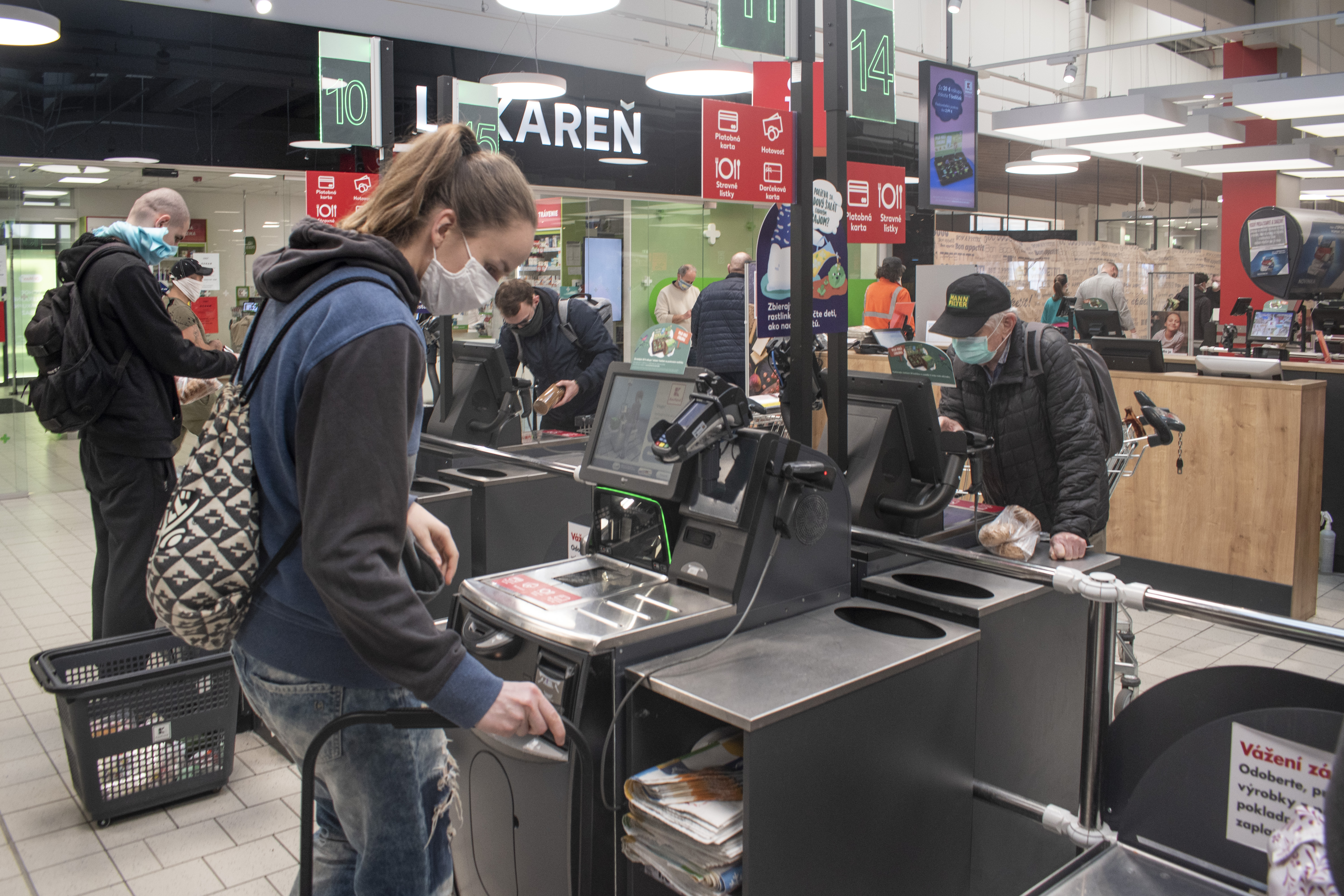
Lidé s ochrannými rouškami v Bratislavě 19. března

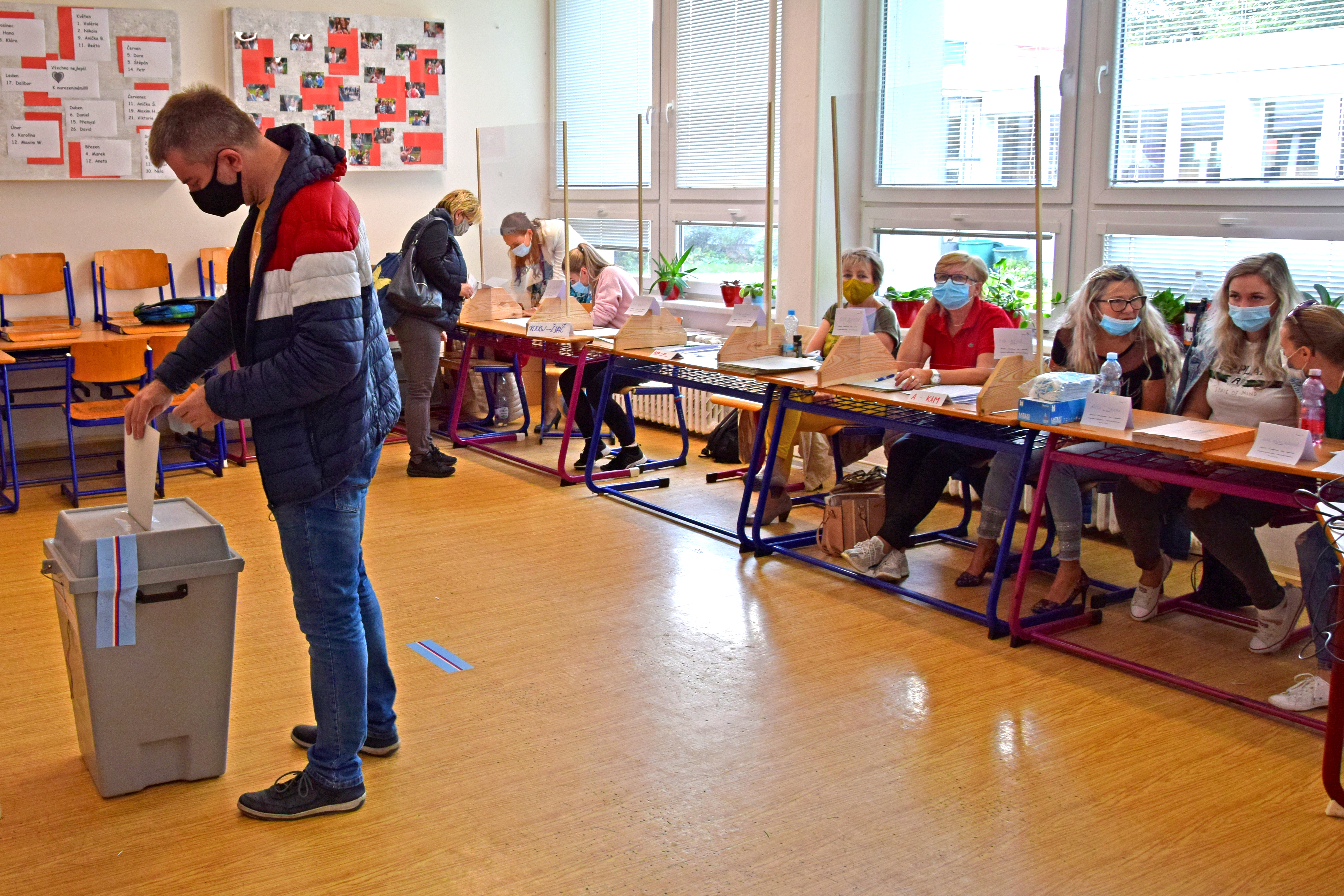
Ochranná opatření během krajských voleb v říjnu 2020

Na konci dubna 2020 některá světová média upozornila na skutečnost, že v Evropě, která se v březnu 2020 stala hlavním ohniskem nákazy jsou značné rozdíly v smrtnosti na nemoc covid-19. List The Financial Times si povšiml, že Evropu rozdělují propastné rozdíly v smrtnosti na těžce postižený Západ a Jih a jen velmi málo postižený Střed a Východ Evropy. V přepočtu na jeden milion obyvatel bylo ke dni 30. dubna 2020 ve Španělsku 517 mrtvých, v Itálii 453, ve Francii 353 a ve Spojeném království 325. Naproti tomu, Slovensko zaznamenalo 4, Polsko 16, Česko 21 a Rakousko 65 koronavirových úmrtí na milion obyvatel. List The Financial Times tento rozdíl vysvětloval jednak pozdějším zavlečením nákazy (například v Itálii a Británii byli první nakažení zjištěni na konci ledna, zatímco v Česku, Polsku nebo Slovensku byli první pozitivně testovaní na začátku března). Především však středoevropské a východoevropské země dokázaly poskytnutý čas lépe využít a lépe odhadnout smrtelné riziko epidemie. Slovensko, Polsko, Česko a Rakousko byly mezi prvními zeměmi EU, které uzavřely své hranice a v rychlém sledu zavedly dalekosáhlá omezení počínaje uzavřením nedůležitých obchodů až po přísná omezení veřejného shromažďování. Podle profesora Martina McKee z London School of Hygiene and Tropical Medicine právě rychlost v zavádění těchto opatření byla nejdůležitějším faktorem úspěchu středo- a východoevropských zemí. Na počátku března například Cheltenhamský dostihový festival v Anglii navštívilo přes 250 tisíc návštěvníků a ve francouzském Landerneau se více než 3500 lidí pokoušelo zlomit rekord nejvíce Šmoulů (francouzsky Schtroumpfs) přítomných na jednom místě, což byly události, které podle profesora McKee výrazně napomohly šíření epidemie. Ve stejnou dobu Rakousko, Česko a zakrátko i Slovensko a Polsko omezily veřejná shromáždění na 100, nebo i méně lidí. Pozitivní roli sehrály možná také ochranné masky, jejichž povinné nošení zavedly Česko, Slovensko a po nich Rakousko – později i Německo – přestože WHO doporučovala jejich nošení pouze určitým skupinám lidí a na určitých místech.

## Management

### Specializované nemocnice

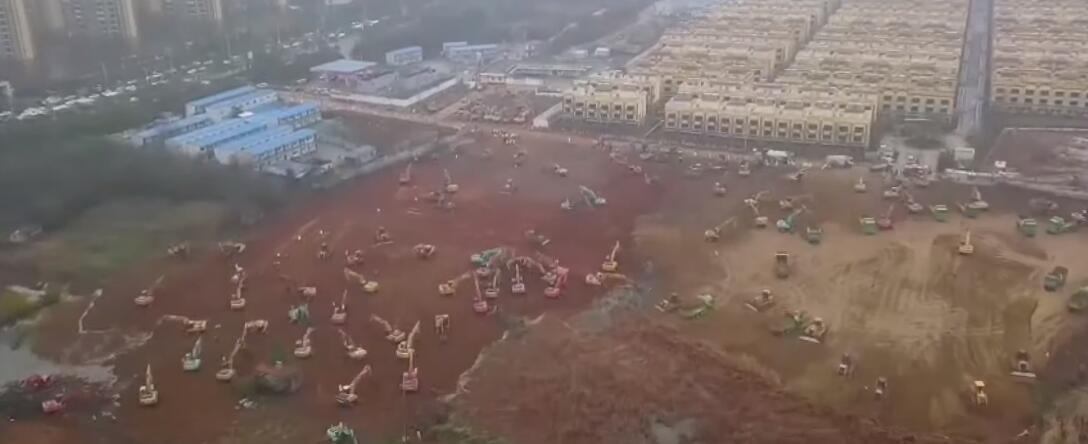
Staveniště nové nemocnice Chuo-šen-šan ze dne 24. ledna

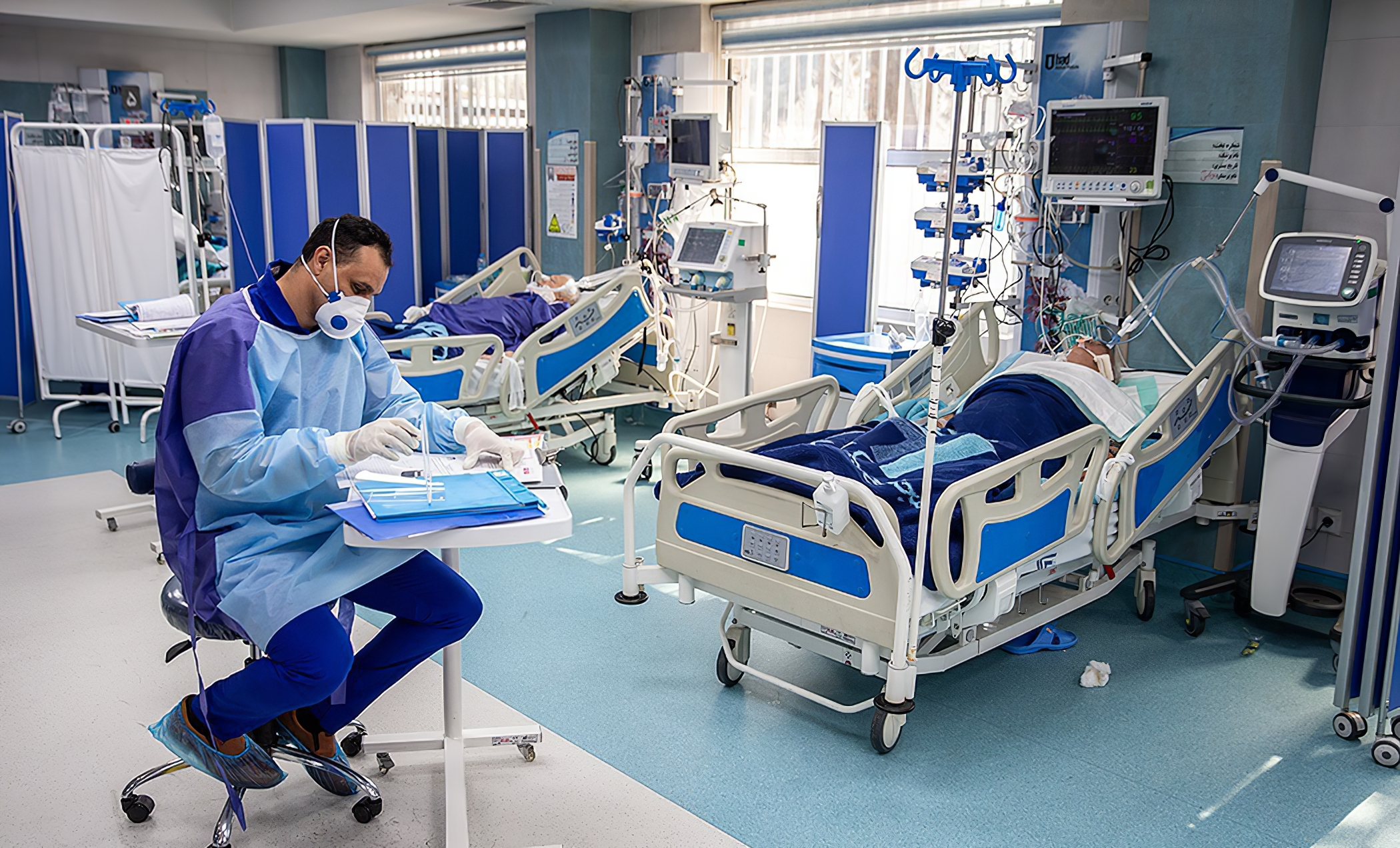
Specializované oddělení v nemocnici Imam Khomeini Hospital, Teherán, Írán, 1. března 2020

Nová specializovaná nemocnice Chuo-šen-šan byla ve výstavbě od 23. ledna do 2. února 2020 a již od 3. února je v provozu. Jejím úkolem je poskytnout nová místa a lepší karanténní opatření pro lidi infikované koronavirem. Vláda Wu-chanu od státu požadovala, aby byla vystavěna co nejrychleji. Dne 24. ledna 2020 bylo představiteli Wu-chanu oznámeno, že by měla výstavba nemocnice trvat šest dní a měla by být uvedena do provozu 3. února. Nachází se v ní zhruba 1 000 lůžek a svou plochou zabere 25 000 m2. Je podobná nemocnici Siao-tchang-šan z roku 2003, která byla postavena během sedmi dní v Pekingu při vypuknutí SARS. Státní média informovala, že bylo na místě stavby v nejvytíženějších hodinách 1 500 pracovníků a 300 kusů stavební techniky. Další tým o 2 000 pracovnících se již shromáždil.
Dne 25. ledna 2020 byla úřady oznámena výstavba další nemocnice pojmenované Lej-šen-šan. Tato nemocnice byla otevřena 8. února a nachází se v ní 1 500 lůžek. Několik lidí vyjádřilo na sociálních sítích obavy, že rozhodnutí úřadů postavit další nemocnici v tak krátkém čase může naznačovat, že je závažnost situace mnohem větší, než se původně myslelo.
Dne 24. ledna 2020 bylo ohlášeno, že se plánuje přestavba prázdné budovy, nacházející se v městském obvodu Chuang-čou v prefektuře Chuang-kang, na nemocnici o 1 000 lůžkách. 500 pracovníku započalo práce následujícího dne. Nemocnice začala přijímat pacienty 28. ledna pod názvem Regionální zdravotnické centrum Ta-pie-šan (Dabie Mountain Regional Medical Centre).

### Výzkumné ústavy
V Německu se výzkumem v souvislosti se současnou pandemií zabývá Ústav Roberta Kocha se sídlem v Berlíně. Úkolem tohoto spolkového ústavu je také poradenská činnost pro německou spolkovou vládu a informování veřejnosti.

## Politické dopady

### Reakce Česka
Ministr zahraničí Tomáš Petříček ocenil čínskou pomoc Česku a humanitární pomoc, kterou Čína poskytla Itálii. Učinil tak před tím, než se zjistilo, že pomůcky poskytované Čínou jiným zemím v rámci humanitární pomoci jsou nekvalitní a že Čína v některých případech zdarma dodanou humanitární pomoc dle britského týdeníku The Spectator prodává jako humanitární pomoc zpět. Organizace German Marshall Fund prezentovala shrnutí, dle něhož většina evropských zemí dostala několik humanitárních zásilek zdarma, oproti zásilce do Česka, kterou muselo Česko zaplatit. Dále mírnil mediální reakce na zprávu Bezpečnostní informační služby (BIS), v níž tato oznamovala vládě, že čínské velvyslanectví v Praze údajně skupuje roušky a respirátory a vyváží je do Číny. Prohlásil, že pandemie vnesla do vztahů mezi Evropou a Čínou „něco pozitivního“. Podle Petříčka při dojednání čínské pomoci velmi pomohlo, že prezident Miloš Zeman má s Čínou nadstandardní vztahy. Petříček v rozhovoru objasnil, proč Česko nevyužilo k dovozu roušek a respirátorů z Číny velkokapacitní letoun Antonov An-124 Ruslan v ruských službách, jehož jeden let by stál zhruba 700 tisíc eur, a místo toho najalo Ruslan ve službách NATO za 1,3 milionu eur. Jako nejdůležitější důvod uvedl časovou dispozici.
Vláda byla kritizována za nákupy ochranných pomůcek v Číně, když nedostatečně využívala českých firem. Ministr vnitra Jan Hamáček na kritiku reagoval velikostí dodávky.
Český premiér Andrej Babiš v lednu 2021 kritizoval Evropskou komisi, která zajišťovala společný nákup vakcín proti covidu-19 pro členské státy Evropské unie, za pomalý postup při jejich nákupu. Izrael a Británie, kde bylo tempo očkování mnohem rychlejší než v členských státech EU, měly podle Babiše výhodu v tom, že nakupovaly vakcíny proti covidu-19 samostatně bez ohledu na další struktury. Podle Babiše „Už 10. prosince jsme se ptali na Evropské radě, když Británie začala 8. prosince očkovat, proč se neočkuje i v EU.“ Babišovu kritiku Evropské komise odmítl český ministr zahraničí Tomáš Petříček.

### Situace ve Spojených státech amerických
Ve Spojených státech se pandemie covidu-19 projevila ve velkém měřítku koncem března 2020. Donald Trump 12. března oznámil zákaz letů do Spojených států amerických z Evropy, aby zabránil rozšíření covidu-19 do Spojených států amerických. Ke dni 27. března byl počet infikovaných lidí kolem 95 000. Tím již tehdy překročil oficiálně oznámený počet nakažených v Číně a byl nejvyšší na celém světě. Epicentry nákazy se stala některá velkoměsta, především New York, kde se situace během několika dnů dramaticky zhoršila. Město bylo uvedeno do stavu téměř úplného klidu a situace v nemocnicích byla po dlouhou dobu katastrofální. Také New Orleans, Los Angeles a další velkoměsta i jejich okolí hlásily velké počty nakažených a velmi závažné problémy ve zdravotnictví.
Za týden předcházející 27. březnu 2020 bylo v USA podáno 3,3 milionu žádostí o podporu v nezaměstnanosti, což bylo o 3 miliony více než v týdnu předchozím. Pak se vlna propouštění z práce ještě podstatně zvětšila. Koncem dubna 2020 přišlo o práci v důsledku pandemie již zhruba 26 milionů Američanů. Na mnoha místech vznikly protesty proti politice guvernérů unijních států zvané lock down, tedy důsledného omezování veřejného života, které zároveň ochromovalo téměř veškerou hospodářskou činnost.

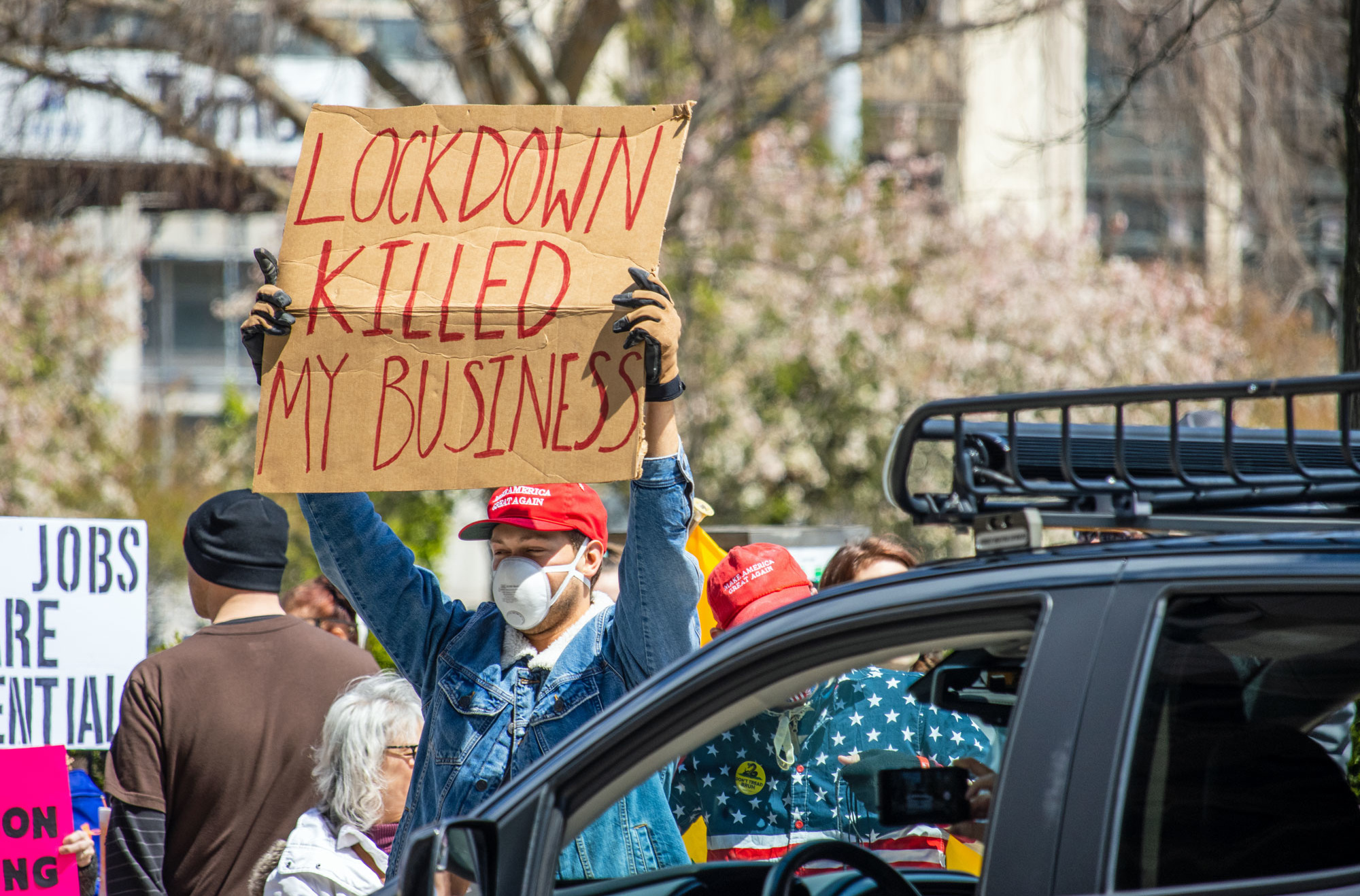
Protesty proti karanténě ve státě Ohio, 22. dubna 2020

Ve své analýze ze dne 12. března 2020 se komentátor iDnes.cz domníval, že by počáteční reakce amerického prezidenta Donalda Trumpa na pandemii koronaviru mohly snížit jeho šance na znovuzvolení v prezidentských volbách, které se uskutečnily v listopadu 2020.
Renomovaný Gallupův ústav (založený Georgem Gallupem v roce 1935), který se zabývá analýzami postojů obyvatelstva USA, uveřejnil dne 24. března 2020 výsledky svého průzkumu, podle kterého 49 % Američanů hodnotilo současnou politiku prezidenta Trumpa pozitivně. To bylo o 5 % více než 13. března. Opatření k zamezení dalšího šíření pandemie na území USA, o kterých prezident Trump a jím vedená americká vláda rozhodli mezi 13. a 22. březnem (mj. téměř úplný zákaz cestování do USA), schvalovalo 60 % Američanů. Důvěra občanů v prezidentovu reakci na pandemii trvala dle portálu FiveThirtyEight, který informaci vyhodnocoval ze všech relevantních uveřejněných průzkumů, 17 dní. Po dvou měsících od průzkumu Gallupova ústavu schvalovalo Trumpovy kroky kolem 43 % občanů a neschvalovalo kolem 53 %.
Spojené státy se kvůli pandemii rozhodly podstatně omezit počet svých vojáků, kteří se měli zapojit do velkého vojenského cvičení Defender Europe 20 v Polsku a pobaltských státech. Norsko ukončilo vojenské cvičení v rámci Severoatlantické aliance, které probíhalo v severních oblastech Norska, nedaleko hranic s Ruskem.
Hlavní imunolog americké vlády Anthony Fauci vyjádřil obavy, že protesty proti policejní brutalitě a rasismu ve Spojených státech, které vypukly na konci května 2020 v reakci na smrt George Floyda, mohou přispět k dalšímu šíření pandemie.

### Reakce Evropské unie

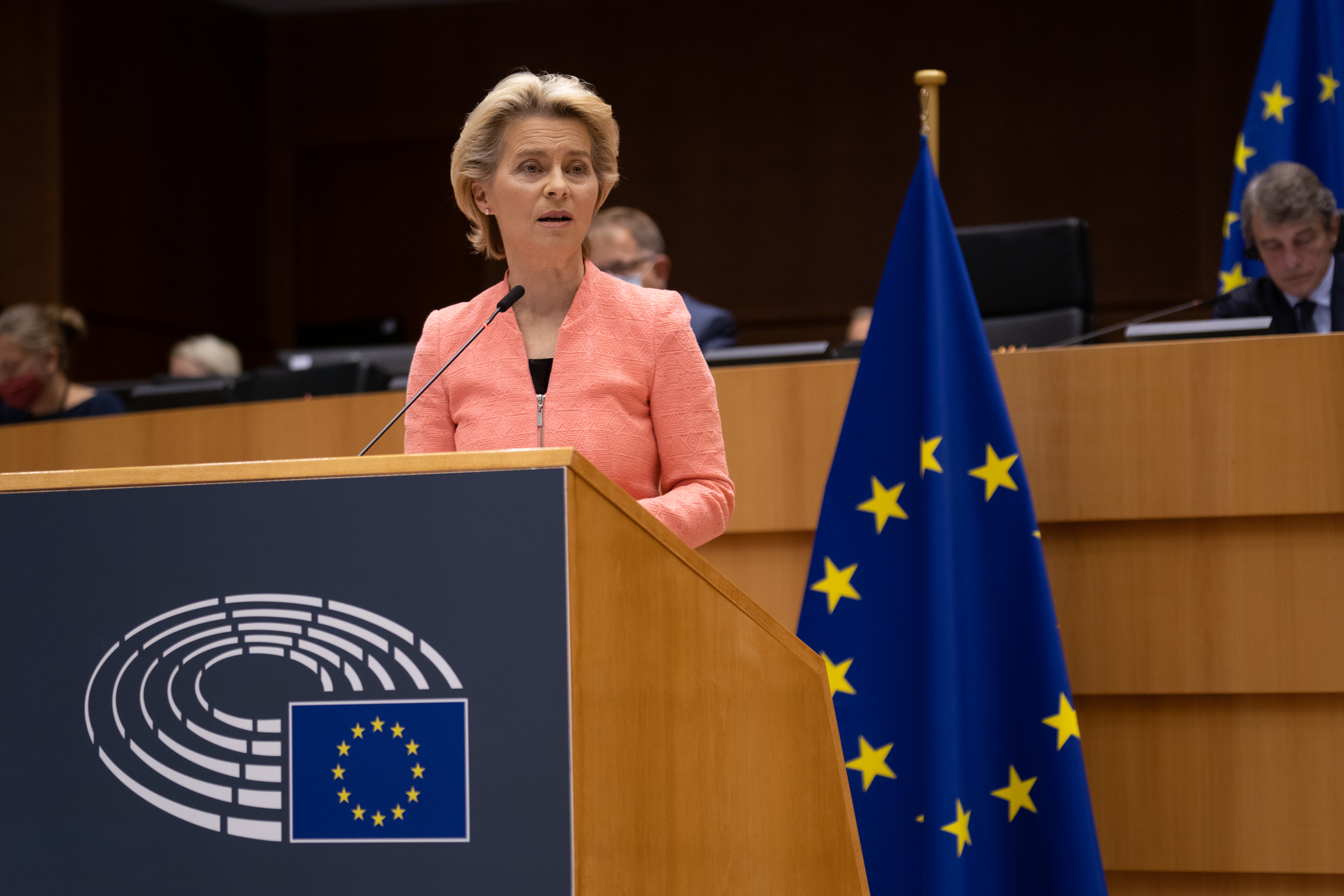
Evropská komise v čele s von der Leyenovou, která s podporou Angely Merkelové zajišťovala společný nákup vakcín proti covidu-19 pro unijní země, byla kritizována za pomalý postup při jejich získávání.

Již 17. ledna začal výbor EU pro zdravotní bezpečnost jednat o nové nemoci a 22. ledna varovala agentura ECDC (Evropské středisko pro prevenci a kontrolu nemocí) členské státy před potenciální epidemií. Dle Nikoly Hořejše z průzkumné agentury STEM poté, co ECDC varovalo státy před pandemií, států EU reagovaly povětšinou tím, že jsou na vše připraveny a není třeba přehánět varování. Další kroky, jak je prezentuje zastoupení Evropské komise v České republice na svých webových stránkách, jsou shrnuty v následujícím odstavci.
Evropská komise rozhodla o financování výzkumu nemoci a boje proti ní. Členským státům uvolnila finance pro boj s nemocí, vydala rozhodnutí na podporu letectví, kamionové dopravy, zemědělství, bank a malých a středních podniků, ale i občanů. Nechala vydat peníze na zmírnění dopadů nezaměstnanosti, usnadnila využití investic, podpořila nejchudší občany, vypomáhala ve shánění zdravotnických prostředků a koordinaci činnosti členských států včetně přesunů lékařů a zdravotních materiálů přes hranice. Pomáhala s repatriací občanů, vedla jednání mezi členskými státy pro zajištění komunikace a společného postupu, vydala nařízení ovlivňující pohyb zboží (zdravotnických materiálů) a pohyb osob, upravila množství existujících nařízení v různých oblastech pro usnadnění boje proti nemoci a vypomáhala nečlenským zemím v boji proti nemoci, především těm sousedním a Číně. 
Evropská centrální banka (ECB) dne 12. března zamítla žádosti Itálie o finanční pomoc, která by jí pomohla čelit pandemii. Prezidentka ECB, Christine Lagarde, v této souvislosti prohlásila, že ECB zde „není od toho, aby zastavovala epidemie“. Italský prezident Sergio Mattarella reagoval slovy, že Itálie očekávala od orgánů Evropské unie solidaritu, nikoliv kladení překážek. Předseda Evropské rady pro výzkum, Ital Mauro Ferrari, kvůli nespokojenosti s reakcí orgánů EU na pandemii koronaviru rezignoval na svou funkci. Mnoho Italů si proto myslí, že Evropská unie (EU) jako celek neprojevila dostatek solidarity s Itálií, která patří mezi nejpostiženější země Evropy. V březnu se zdravotnictví v Itálii ocitlo na hraně kolapsu. Hrozí, že neochota členských států EU a Severoatlantické aliance (NATO) pomoci Itálii ve stavu nouze povede k většímu sblížení Itálie s Čínou, která Itálii poskytla rozsáhlou humanitární pomoc. Pomoc Itálii poskytlo také Rusko. Krátce po zaslání ruské pomoci zveřejnil italský list La Stampa tvrzení anonymního zdroje, že 80 % ruského zaslaného materiálu Itálie nepotřebuje, to ale odmítli prezident postižené Lombardie Attilio Fontana i italský ministr zahraničí Luigi Di Maio, kteří Rusku vyjádřili vděk za zaslanou pomoc. Tvrzení anonymního zdroje o nepotřebnosti ruské pomoci, které hojně citovala světová média, zpochybnil také italský list Il Giornale. Německo, Francie a Rakousko poslali do Itálie každý milión ochranných masek. Francie poslala 200 tisíc ochranných obleků. EU uvolnila rozpočtové limity. Německo, Francie a Lucembursko přebírali od Itálie pacienty v kritickém stavu a umísťovali je do svých nemocnic. Německá vláda poslala do Itálie 300 plicních ventilátorů. Česká republika poslala do Itálie a Španělska 10 000 ochranných obleků. Evropská komise vytvořila strategickou zásobu zdravotnických prostředků, investovala do vývoje vakcíny, vytvořila fond pro evropské země pro boj proti covidu-19 a vydala sadu doporučení, jak usnadnit činnosti v různých oblastech, aby akce proti covidu-19 byly efektivní.
Evropská komise (EK) pod vedením Ursuly von der Leyenové koncem února 2020 prohlásila, že nezvažuje omezit Schengenský prostor a uzavřít hranice s Itálií, která byla již tehdy s 200 nakaženými lidmi nejpostiženější zemí mimo Asii. Stejný postoj jako EK zastávala v té době vláda Emmanuela Macrona ve Francii a vlády dalších evropských zemí. Evropští úředníci v čele s von der Leyenovou vyzývali členské státy, aby udržely své hranice otevřené. Někteří evropští politici, včetně Marine Le Penové, postoj Evropské komise kritizovali a volali po uzavření italských hranic, aby se zabránilo šíření koronaviru. Evropskou politiku „otevřených hranic“, která usnadnila šíření epidemie, kritizoval také americký prezident Donald Trump. Jako první zavedlo kontroly a zastavení hromadné dopravy Rakousko na hranici s Itálií dne 11. března. Italská vláda proti tomu protestovala a požádala Evropskou komisi, aby zasáhla. Proti uzavření hranic mezi členskými státy EU stály obavy, že takové rozhodnutí ohrozí základy Schengenu a veškerou evropskou integraci. Z tohoto důvodu reagovala předsedkyně Evropské komise Ursula von der Leyenová poté, co česká vláda (dne 12. března) a následně i polská vláda (14. března) oznámily zavedení kontrol na svých hranicích s Německem (oba státy) a Rakouskem (jen Česko) a následně uzavření těchto hranic, tím, že je podle ní nevhodné, aby členské země podnikaly jednostranné kroky v boji proti koronaviru. Leyenová varovala před omezováním pohybu v rámci Schengenského prostoru, dokonce i veškeré obsáhlé hraniční kontroly prohlásila za nežádoucí a schválila pouze zdravotní kontroly.
Americký web Politico si povšiml, že v době, kdy se situace zhoršovala z hodiny na hodinu, Leyenová nejevila žádné zvláštní znepokojení. Vyzdvihovala zřízení vlastního týmu pro reakci na koronavirus (coronavirus response team), tedy skupiny pěti evropských komisařů pod jejím vedením, která se schází jednou za týden, aby mohla „rychle jednat a reagovat“.
17. března 2020 předložila Evropská komise představitelům členských státům návrh na uzavření vnější hranice celého Schengenského prostoru na dobu 30 dnů, což bylo neprodleně přijato. Současně předsedkyně Leyenová zdůraznila, že je pro komisi absolutně zásadní zrušit „blokádu“ hranic mezi členskými státy, neboť mnoha lidem způsobuje problémy při návratu domů. Ještě předtím však uzavřely své hranice také další členské státy, včetně Německa.
EU vydala zprávu o zatajování informací ze strany Číny a o dezinformační kampani Číny a Ruska spojené s pandemií covidu-19. Podle serveru Politico byla v původním interním dokumentu EU z 20. dubna 2020 formulace „Čína pokračuje ve vedení globální dezinformační kampaně, aby odvrátila obvinění, že stála na počátku epidemie a zlepšila svůj mezinárodní obraz. Byla zaznamenaná jak otevřená, tak skrytá taktika.“ Po ostrém protestu vysokého představitele čínského ministerstva zahraničí Jang Siao-kuanga byla formulace zprávy upravena a zmírněna.
Podle některých komentátorů, například Vladimíra Mlynáře nebo Pavla Kysilky, Evropská unie předvádí ve střetu s koronavirovou krizí naprostou nemohoucnost a jednání předsedkyně Evropské komise i prezidentky Evropské centrální banky (ECB) označili za „skandální“. V důsledku toho tito komentátoři očekávají nárůst populismu v jednotlivých zemích. Předpokládají také prohloubení dezintegračních tendencí v Evropské unii, která podle nich bude potřebovat zásadní reformy.
Dne 17. března 2021 byl předložen návrh na vytvoření digitálního zeleného certifikátu.

### Vztahy mezi státy

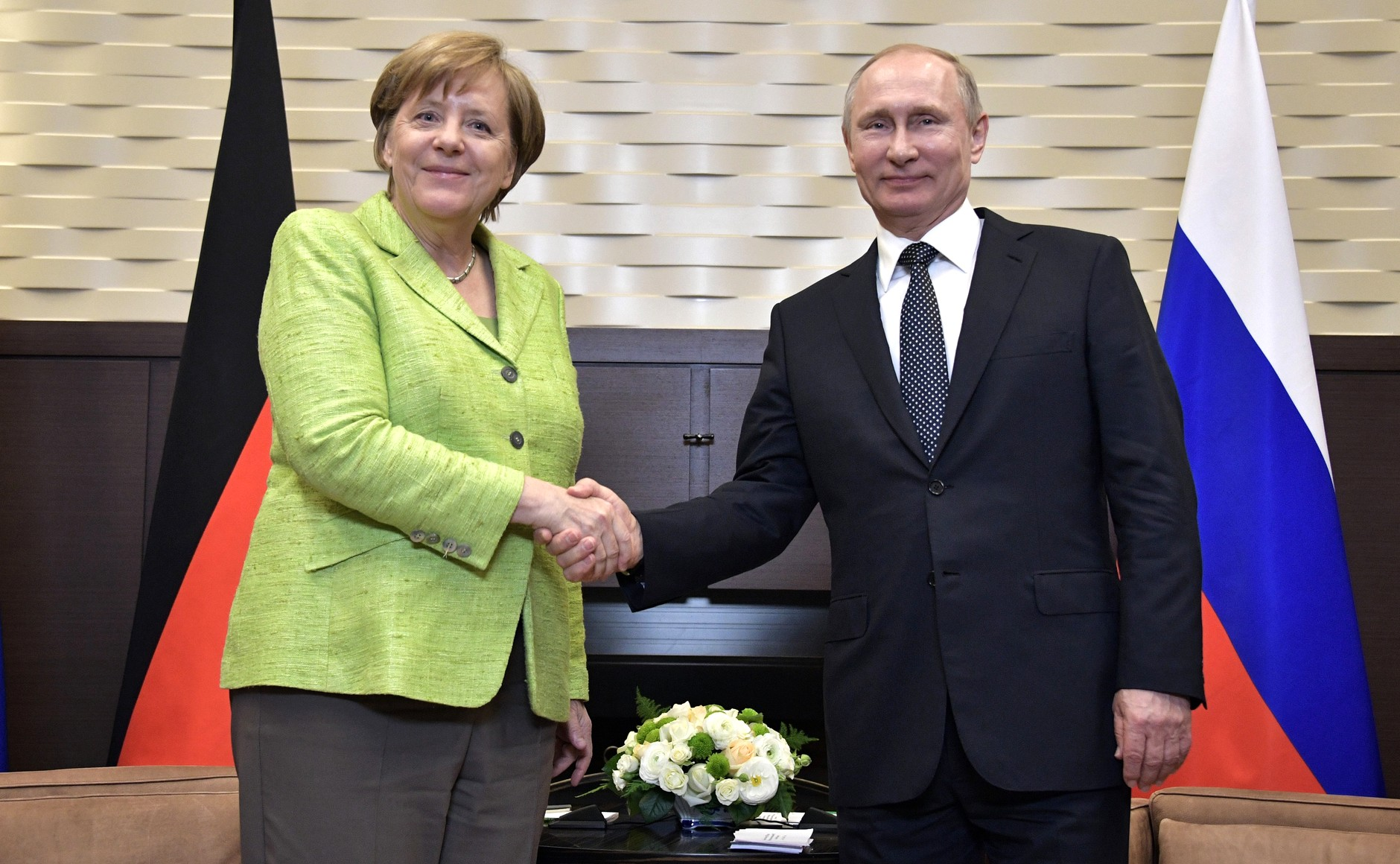
Německá kancléřka Angela Merkelová a ruský prezident Vladimir Putin jednali o možné společné výrobě vakcíny proti covidu-19.

Pandemie přispěla k eskalaci dlouhodobého konfliktu mezi Japonskem a Jižní Koreou.
Íránský prezident Hasan Rúhání napsal 14. března dopis světovým vůdcům, ve kterém je prosil o pomoc při boji proti pandemii, protože kvůli amerických sankcím proti Íránu země nemá přístup na mezinárodní trhy. Americké sankce například komplikují dovoz léků.
Mezi Evropskou unií a Británií vypukl spor o dodávky vakcín od firmy AstraZeneca. V lednu 2021 Evropská unie pohrozila, že omezí vývoz vakcín vyráběných na jejím území do zemí mimo EU. V březnu 2021 představitelé EU obvinili Británii a USA, že zabraňují vývozu vakcín vyrobených na jejich území, zatímco Evropská unie vývoz umožňuje.
USA se snažily přesvědčit Brazílii, aby odmítla ruskou vakcínu Sputnik V. Gamelejův institut v Moskvě, kde byl Sputnik vyvinut, prohlásil, že „Země by měly na záchraně životů spolupracovat. Snahy o podkopání vakcín jsou neetické a stojí životy.“
Za svůj postup během pandemie byly vystaveny kritice ze strany veřejnosti, politické opozice a odborníků vlády mnoha zemí, včetně vlád v Číně, ve Spojených státech, ve Spojeném království, ve Francii, v Itálii, v Německu, v Japonsku, v Indii, v Turecku, v Brazílii, v Mexiku, v Rusku, v Belgii, v Nizozemsku, ve Švédsku, ve Španělsku, ve Švýcarsku, a v Česku.

### Omezení práv a svobod
Mnoho vlád využilo pandemie k omezení práv a svobod, k rozšíření policejních pravomocí, k cenzuře, sledování a zatýkání. Pod záminkou boje s pandemií a boje proti dezinformacím a fake news začali být zatýkáni a pronásledováni kritici vládních opatření, novináři a politická opozice v mnoha zemích po celém světě. Týká se to například Turecka, Íránu, Iráku, Kosova, Černé Hory, Běloruska, Alžírska, Filipín, Číny, Indie, Egypta, Etiopie, Nigérie, Bangladéše, Maroka, Pákistánu, Saúdské Arábie, Ománu, Vietnamu, Laosu, Indonésie, Mongolska, Srí Lanky, Keni, Pobřeží slonoviny, Somálska, Mauriciu, Zimbabwe, Thajska, Kazachstánu, Ázerbájdžánu, Venezuely, Malajsie Kambodže, Singapuru, Hongkongu, a Spojených arabských emirátů.
Aby mohla potlačit protesty proti vládním covidovým opatřením, nechala vláda Kanady pod vedením Justina Trudeaua v roce 2022 zablokovat účty protestujícím a to bez soudního rozhodnutí. Trudeauovu politiku podpořil šéf Nové demokratické strany Jagmeet Singh a vláda tak získala v parlamentu většinu na použití zákona o nouzovém stavu, aby mohla demonstramtům zmrazit účty a snadněji je zatýkat.

## Kybernetické útoky a dezinformace

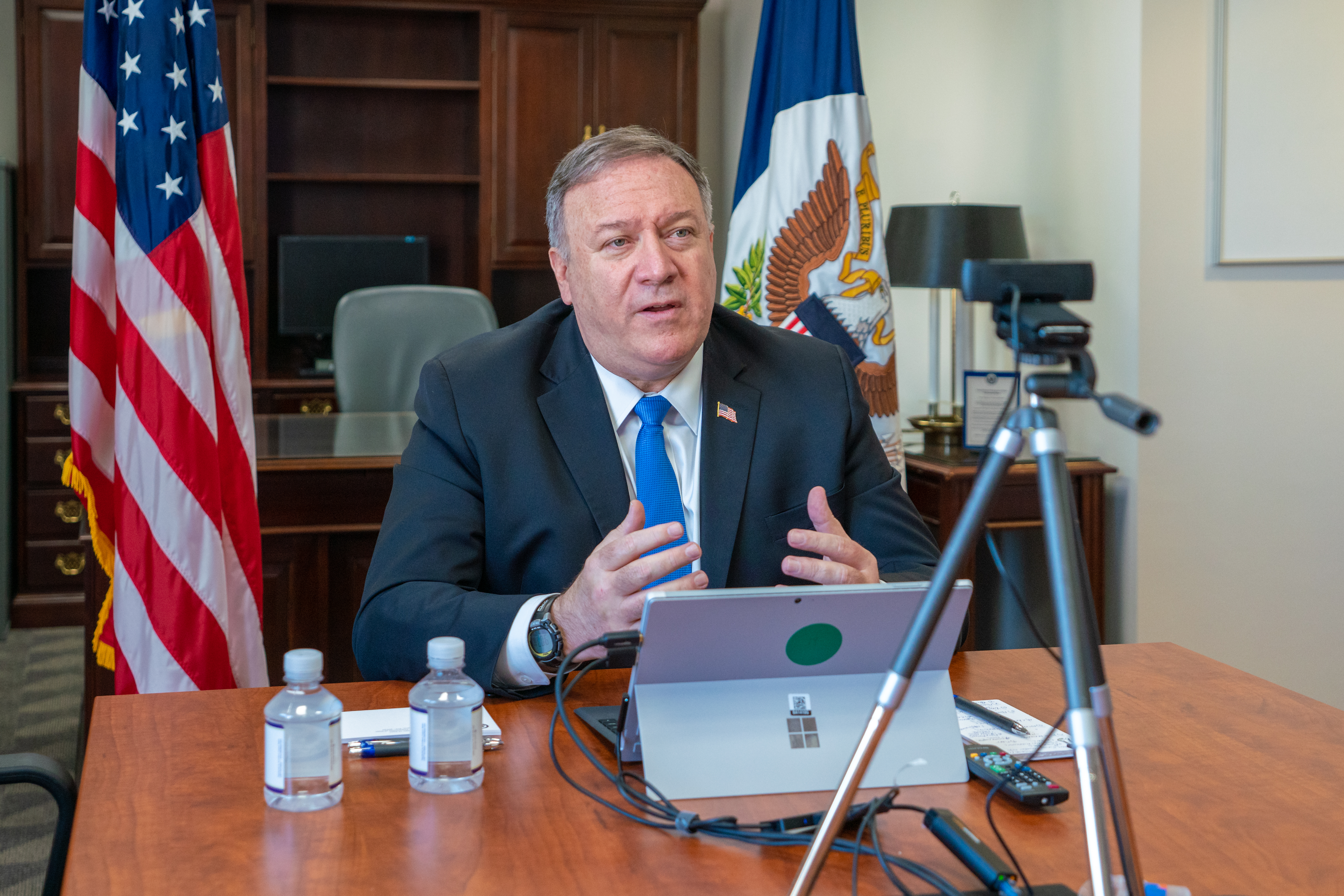
Americký ministr zahraničí Mike Pompeo šířil konspirační teorie o úniku viru z čínské laboratoře.

### Kybernetické útoky
Společnost Google registrovala v dubnu 2020 denně 18 milionů phishingových útoků a zpráv obsahujících malware, které odkazují na covid-19. Vedle toho bylo denně odesláno 240 milionů spamů v souvislosti s covidem-19. Specializovaný tým bezpečnostních expertů společnosti (Google’s Threat Analysis Group – TAG) identifikoval množství hackerských skupin podporovaných státy, jako např. (Charming Kitten, APT35) nebo skupina Packrat (aktivní v několika jihoamerických státech), které napadly stránky WHO. Google oznámil, že věnuje 200 000 dolarů na projekty k odhalení zranitelných míst na internetu v rámci speciálního Vulnerability Research Grant COVID-19 fund.
Velký rozsah kybernetických útoků během pandemie vedl 14. března 2020 k založení The Cyber Threat Intelligence (CTI) League, která sdružuje výzkumníky v oblasti kybernetické bezpečnosti, informační experty, hlavní bezpečnostní experty firem (chief information security officer – CISO) a další odborníky, kteří se zabývají bezpečnostními hrozbami. Do 16. dubna 2020 se do Ligy přihlásilo 1 400 expertů ze 76 zemí. Liga se zaměřila na detekci zranitelnosti medicínské infrastruktury a našla více než 2000 nedostatečně zabezpečených serverů. Kromě toho odhaluje šíření dezinformací – např. spojování šíření covidu-19 s 5G sítí, nebo internetové aktivity, které vybízejí k porušení karantény a protestním pochodům se záměrem vyvolat chaos.
Zvýšená míra hackerských útoků na infrastrukturu USA, údajně především ze strany států jako je Írán, Čína, Rusko nebo Severní Korea, která přímo ohrožuje zdravotní péči i medicínský výzkum, přiměla její bezpečnostní složky k mnohem aktivnější obraně. US Cyber Command a National Security Agency, vedené generálem Paulem Nakasone, má volnou ruku při vedení protiútoků a nepotřebuje předchozí souhlas prezidenta. Ředitel NCSC (National Counterintelligence and Security Center) Bill Evanina varoval, že Čína se pokouší ukrást zejména informace o vývoji vakcín proti SARS-CoV-2 i další citlivé údaje spojené s covidem-19. Viceprezident Mike Pompeo prohlásil, že nejnaléhavějším úkolem je zajistit dostatečné zdroje na obranu proti kybernetickým útokům Číny.
Podle FireEye, jedné z největších firem, která se zabývá kybernetickou bezpečností, je specifickým případem bezprecedentní a rozsáhlá globální špionážní aktivita Číny prostřednictvím hackerské skupiny Double Dragon (APT41).  Pokusy o napadení zaznamenaly mj. sektory vlád, zdravotnictví, technologií, vysokých škol, bank, médií, telekomunikací nebo dopravy v USA, Británii, Francii, Japonsku, Singapuru, Saúdské Arábii, Švédsku a dalších státech.
Americké FBI a CISA vydaly 13. května 2020 oficiální varování všem institucím, které se zabývají vývojem vakcín nebo léků proti covidu-19, že hackeři s vazbami na Čínskou lidovou republiku se pokoušejí zcizit intelektuální vlastnictví spojené s tímto výzkumem. Obě agentury vyzvaly instituce aby neprodleně identifikovaly veškeré potenciální slabiny týkající se kyberbezpečnosti a hlásily jakékoli podezřelé a kriminální aktivity na síti.
Podle FireEye se současně naopak některé čínské státní instituce staly ve spojitosti s pandemií terčem hackerských útoků skupiny APT32 spojené s vietnamskou vládou.

### Šíření dezinformací a cenzura
Čína začala cenzurovat vědecké články vlastních výzkumníků týkající se viru a zatýkat aktivisty, kteří se snažili uchovat svědectví o počátku pandemie, např. záznam rozhovoru lékaře Ai Fena pro čínský časopis, který jako první na nemoc poukázal a později jí sám podlehl. Součástí této politiky je rozšiřování nepotvrzených teorií o původu pandemie. Mluvčí čínského Ministerstva zahraničních věcí Zhao Lijian rozšiřoval teorii, převzatou z dezinformačního webu Global Research, že virus do Číny přinesla americká armáda v říjnu 2019. Na sociálních sítích v Číně se šíří video konspirátora a dezinformátora George Webba, který označil jako zdroj viru rezervistku armády USA Maatje Benassi, která se zúčastnila v říjnu 2019 Military World Games 2019 ve Wu-chanu. Přestože ona sama se nikdy nenakazila, převzala tuto dezinformaci i čínská státní média a šířila ji dál.
Součástí rozsáhlé čínské dezinformační kampaně, jež cílila na obyvatele Velké Británie, USA, Tchaj-wanu, Hongkongu a Tibetu bylo vytvoření falešného profilu švýcarského biologa Wilsona Edwardse, který tvrdil, že Amerika aktivně bojkotuje snahy o vyšetřování původu covidu. Účty vystupující jako švýcarský biolog vytvořily podle společnosti Meta (dříve Facebook, Inc.) osoby s vazbami na podnik Sichuan Silence Information Technology, který poskytuje technickou podporu čínskému Ministerstvu státní bezpečnosti. Původní profily byly podle Mety vytvořeny přes VPN, aby tvůrci zakryli stopy a profilová fotka Edwardse byla vygenerována pomocí strojového učení (GAN). V listopadu 2021 Meta odstranila 524 facebookových profilů, 20 stránek, 4 čtyři skupiny a 86 instagramových účtů, které byly všechny zaměřené výhradně na slova Edwardse. Příspěvky z nich sdíleli zaměstnanci čínských infrastrukturních společnosti ve 20 zemích světa a tvrzení falešného biologa se tak rozšířila globálně.
V USA se zásadním tématem staly dezinformace šířené prezidentem Trumpem. Prezident spolu s ministrem zahraničí Mike Pompeo šířili konspirační teorie, že virus unikl z laboratoře ve Wu-chanu,  a to i přes explicitní informaci tajných služeb o tom, že podobné důkazy pro takové tvrzení v dané době neexistovalo a že existuje odborná shoda na tom, že virus vznikl přirozenou cestou. Pompeo ve stejné době prohlásil, že existuje shoda na tom, že virus byl uměle vytvořen a že souhlasí s tím, že nebyl uměle vytvořen. Prezident také naznačil možnost účinnosti nitrožilního podání čisticích prostředků, což v USA vyústilo v desítky případů lidí, kteří si způsobili poleptání agresivními přípravky. Skupina Defeat Desinfo spojená s demokratickou stranou pak v květnu 2020 oznámila, že plánuje specifiky na obsah šířený prezidentem nasadit původně armádní technologii vyhodnocující potenciálně nebezpečné dezinformace.
Evropská služba pro vnější činnost upozorňuje ve své zprávě z dubna 2020, že Čína používá k šíření dezinformací síť falešných nebo ukradených twitterových účtů. Hlavním tématem fake news je šíření historky, že koronavirus zanesla do Číny americká armáda, nebo že pandemie vznikla v Itálii. Čínská státní média a vládní úředníci šíří nepodložené teorie ohledně původu covidu-19 a zdůrazňují okázalou vděčnost některých evropských vůdců v reakci na čínskou pomoc. Prokremelské weby podporují konspirační teorii, že virus je umělý a byl rozšířen záměrně, vyzdvihují ruskou pomoc Itálii a se záměrem narušit soudržnost EU tvrdí, že EU kolabuje. Dezinformační weby vyzdvihují Rusko a Čínu jako stabilní velmoci. Protievropské útoky jsou tématem sociálních sítí v Sýrii, Turecku, některých afrických státech a na Západním Balkáně.
Íránský duchovní vůdce Sajjid Alí Chameneí tvrdil, že virus byl cíleně vytvořen ve Spojených státech.
Představitelé USA obvinili Rusko ze šíření nepravdivých informací o původu epidemie na sociálních sítí. Jedna z šířících se teorií spadajících do této vlny obviňuje z šířící se epidemie Billa Gatese.
Internetové společnosti Google, Facebook, Twitter a Pinterest začaly s cenzurováním obsahu šířícího dezinformace týkající se koronaviru na jejich platformách.

## Sociální a ekonomické dopady

### Dopady na vzdělávání

Žáci a studenti dotčení uzávěrami škol kvůli covidu-19 k 12. lednu 2021
Místní uzavírky škol
Celostátní uzavření škol
Školy otevřeny
Učení online
Akademická přestávka
Žádná data

K 12. březnu 2020 již více než 370 milionů žáků a studentů nemůže navštěvovat školní zařízení kvůli dočasným i neomezeným uzávěrám škol nařízeným vládami jednotlivých států ve snaze zpomalit šíření nemoci covid-19. Již třináct států nařídilo uzavření škol od základních až po vysoké na celém svém území, v devíti dalších státech platí uzávěry v některých oblastech.
I dočasné uzavření škol má značné sociální a ekonomické dopady. Důsledky pociťují lidé napříč komunitami, ale dopad je závažnější pro znevýhodněné děti a jejich rodiny. Spektrum negativních efektů zahrnuje přerušené vzdělávání, možné omezení výživy, problémy se zajištěním péče o děti a následné ekonomické náklady pro rodiny, jejichž členové nemohou pracovat.
V reakci na uzávěry škol v souvislosti s covidem-19 UNESCO doporučuje aplikaci programů distančního vzdělávání a využívání otevřených vzdělávacích zdrojů a platforem, které umožní učitelům být v kontaktu s žáky na dálku a tím omezit dopady na vzdělávání.

### Náboženské dopady
Vatikán zrušil liturgické obřady Svatého týdne, na které se do Říma každoročně sjíždí desetitisíce poutníků. Mnoho diecézí doporučilo svým starším věřícím, aby místo návštěvy pravidelných nedělních mší raději zůstali doma.
Saúdská Arábie zakázala cizincům vstup na posvátná místa islámu v Mekce a Medíně. Všechny mešity uzavřely Malajsie a Singapur.
U Zdi nářků se již 16. února 2020 modlily tisíce Židů pod vedením vrchního rabína Šmu'ela Elijahua za ukončení pandemie. Mnoho obřadů spojených se svátkem Purim bylo zrušeno. V březnu byli židovští věřící vyzváni, aby nelíbali kameny ve Zdi nářků kvůli riziku šíření koronaviru a počet osob nacházejících se v danou chvíli na místě byl omezen.
Židé ve Spojených státech amerických vedli debatu o mytí rukou. Během Jom kipur si tradičně myjí méně ruce, což ovšem koliduje s protipandemickými doporučeními.
Sikhské autority doporučily zrušení služeb poskytovaných gurudvárami. Mnoho gurudvár přestalo vydávat návštěvníkům společné rituální jídlo zdarma. Starší věřící byli vyzváni, aby zůstali doma.

### Kulturní dopady
Pandemie si vynutila přerušení, ukončení či zrušení řady významných sportovních soutěží a akcí, především v Evropě a v Severní Americe.[zdroj?] Olympijské hry v Tokiu byly odloženy na rok 2021 a během roku 2020 se dále objevovaly spekulace také o reálnosti tohoto termínu. Většina hokejových soutěží v Evropě byla předčasně ukončena, fotbalové soutěže přerušeny. Mistrovství Evropy ve fotbale 2020 bylo odloženo o rok. Mistrovství světa v ledním hokeji 2020 bylo zrušeno. Zrušena byla řada významných tenisových turnajů, mezi nimi i Wimbledon, který se nekonal poprvé od druhé světové války. Přerušeny byly rovněž velké severoamerické sportovní ligy: hokejová NHL i basketbalová NBA. Start baseballové MLB byl odložen.
Zrušena byla také řada koncertů, hudebních a filmových festivalů, módních přehlídek a dalších kulturních akcí s předpokládaným výskytem velkého počtu lidí.
Objevují se také příklady lidové tvořivosti a jistého odlehčení od negativních vlivů epidemie. Příkladem jsou různé alegorické projekty, vtipy a lidový humor nebo třeba tematické články, související přímo či nepřímo s epidemií.

### Ekonomické dopady

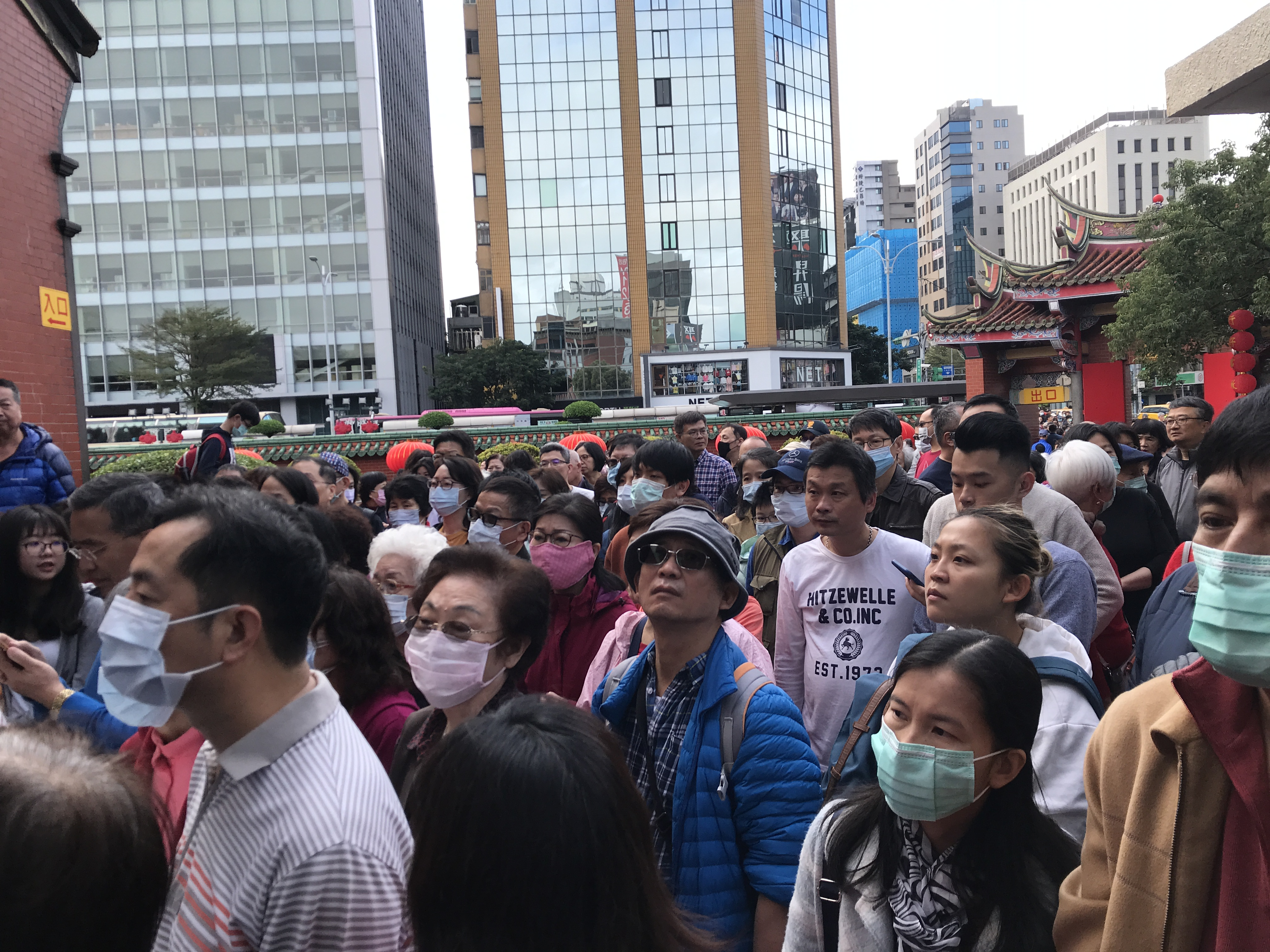
Roušky nošené obyvateli na Tchaj-wanu

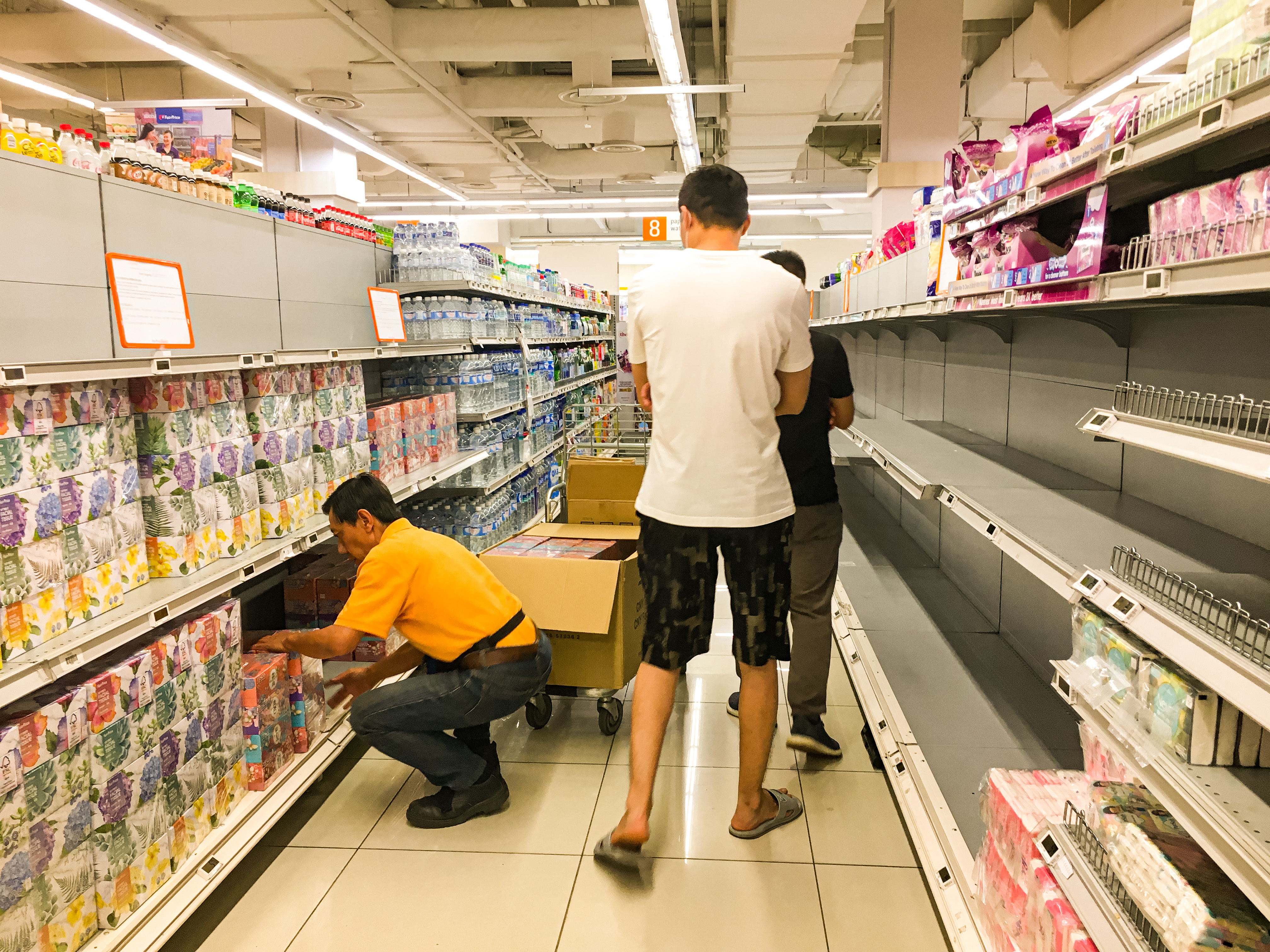
Strach z koronaviru vedl k hromadným nákupům v obchodech v Singapuru i jinde, vykupovány byly především základní potraviny a potřeby jako toaletní papír, těstoviny, chleba, rýže, zelenina a dezinfekční přípravky

Pandemii je přičítána řada problémů s dodávkami zboží: od globálně zvýšeného využívání prostředků k boji s nemocí, přes panikou vyvolané hromadné nákupy, k narušení výrobních a logistických procesů. Americký Úřad pro kontrolu potravin a léčiv (FDA) vydal varování ohledně hrozícího nedostatku léků a lékařského vybavení kvůli zvýšeným požadavkům zákazníků a narušení distribuce. V řadě oblastí, například v Hongkongu, Itálii nebo USA, byl zaznamenána panika vedoucí k hromadným nákupům základního zboží jako potraviny, balená voda a toaletní papír, což následně způsobilo nedostatek tohoto zboží v obchodech. Především výrobci zboží obsahujícího pokročilé technologie (high-tech) pak varovali před zpožděními v dodávkách kvůli nedostatku potřebných elektronických součástek.
Podle generálního ředitele WHO Tedrose Adhanoma stoupla poptávka po prostředcích osobní ochrany (roušky, respirátory atd.) stokrát, což vedlo až k dvacetinásobnému zvýšení jejich ceny a prodloužení dodací doby na 4 až 6 měsíců. Současně to také vedlo k celosvětovému nedostatku těchto prostředků, což podle WHO ohrožuje zdravotnické pracovníky.
Jelikož pevninská Čína je důležité ekonomické a výrobní centrum, její ochromení opatřeními proti šíření pandemie bylo považováno za vážný faktor vedoucí k potenciální destabilizaci světové ekonomiky. Další zvýšení nestability na trzích způsobila obchodní roztržka mezi státy OPEC a Ruskem, když se obě strany nedokázaly dohodnout na snížení denního objemu vytěžené ropy, aby byl kompenzován výpadek poptávky způsobený pandemií a s tím související přebytek ropy na trhu a pokles ceny této komodity. Saúdská Arábie, jako lídr kartelu OPEC, reagovala zvýšením vlastní produkce a jejím levným prodejem, což vyvolalo další pokles cen ropy na světových trzích.
Burzovní indexy se začaly propadat 24. února po prvním oznámení většího počtu případů covidu-19 mimo pevninskou Čínu. 27. února zaznamenaly burzovní indexy newyorské burzy největší pád od roku 2008, Dow Jonesův index klesl o 1191 bodů, největší jednodenní pokles od Velké recese z roku 2008. Všechny tři hlavní indexy newyorské burzy odepsaly do konce týdne přes 10%. Trhy dále pokračovaly v poklesu v souvislosti s tím, jak se situace zhoršovala, nejvyšší propad byl zaznamenán během „černého pondělí“ 9. března.
Jedním z nejpostiženějších odvětví je turismus, vzhledem k rapidnímu snížení množství cestujících osob, nejprve mezi Čínou a zbytkem světa, později mezi dalšími zeměmi podle toho, jak se nemoc šíří a stále více států omezuje přeshraniční pohyb. Mnoho leteckých společností bylo nuceno zrušit velkou část svých letů, britské aerolinky Flybe byly první leteckou společností, která byla nucena vyhlásit úpadek. Omezení postihla i mezinárodní autobusovou, vlakovou a lodní dopravu. Vzestup pandemie v Číně se kryl s nástupem čínského Nového roku, což je pro Číňany doma i ve světě jeden z vrcholů cestovní sezóny, miliony Číňanů cestují za svými blízkými kvůli oslavám. Tentokrát však bylo mnoho souvisejících akcí zrušeno, uzavřely se i soukromé atrakce jako Disneylandy v Hongkongu a Šanghaji. Uzavřeny byly mnohé turistické atrakce včetně Zakázaného města. K podobným restrikcím začaly následně přistupovat i evropské státy v souvislosti s tím, jak se koronavirus šířil po Evropě.
V souvislosti s obavami z cestování hromadnou dopravou a s omezením příležitostí ke sportovním aktivitám došlo v mnoha zemích k velkému nárůstu poptávky po nákupech a opravách jízdních kol.

#### Předpovědi dlouhodobých ekonomických dopadů
Mnozí analytici považují nástup ekonomické recese za nevyhnutelný. Následné ekonomické dopady ale mohou být menší, pokud se včasně a dostatečně zavedou opatření proti šíření viru.
Analytici odhadují, že ekonomické ztráty způsobené pandemií přesáhnou ztráty způsobené epidemií SARS z let 2002–2004, jeden odhad například počítá se ztrátami 300 miliard dolarů během dvou let.
Nouriel Roubini, který předpověděl poslední velkou ekonomickou krizi v letech 2007/2008, očekává jako důsledek pandemie covidu-19 mnohem výraznější propad ekonomiky, následovaný ekonomickou stagnací. Jako důvod uvádí vysoké až neudržitelné deficity rozpočtu mnoha zemí při očekávaném propadu HDP o 10 nebo více procent, masivní bankroty a insolvenci v privátním sektoru, demografickou „časovanou bombu“ ve vyspělých ekonomikách a očekávané vysoké náklady zdravotního a sociálního systému, rostoucí riziko deflace (pád cen surovin, nezaměstnanost, nevyužité výrobní kapacity), znehodnocení měn v důsledku očekávané nekonvenční monetární politiky k odvrácení deprese, domestikace výroby ze zahraničí provázené automatizací, bez vytváření pracovních míst a tlakem na pokles mezd, de-globalizace, spojená s balkanizací (fragmentací) a protekcionismem, vzestup populistických vůdců, nacionalismu a xenofobie a oslabení demokracie, geostrategické odcizení USA a Číny, prohloubení skryté kybernetické války se Západem, do které se kromě Číny zapojuje i Rusko, Írán a Severní Korea a v neposlední řadě klimatická krize, jejíž důsledky budou v příštích letech častější, dramatičtější a finančně nákladnější.

### Xenofobie a rasismus
S postupujícím šířením nemoci covid-19 mimo Čínu se začaly objevovat předsudky, xenofobní a rasistické chování vůči osobám čínského, případně jiného východoasijského původu. Incidenty vyvolané strachem, podezříváním či nenávistí byly zaznamenány v řadě zemí, především v Evropě, Severní Americe a asijsko-pacifickém regionu. I některé státy v Africe však zaznamenaly růst protičínských nálad. Po rozšíření nemoci covid-19 do Evropy se občané Itálie, která byla epicentrem šíření nemoci, rovněž začali stávat v jiných zemích oběťmi předsudků a xenofobie. Po rozšíření nemoci do celého světa se cílem diskriminujících opatření stali Afričané žijící ve městě Kanton, kde se nachází největší africká komunita v Číně.
Občané některých zemí, jako Nový Zéland, Singapur, Malajsie a Jižní Korea, podepisovali petice vyzývající své vlády, aby zakázaly vstup čínských občanů do jejich země. Místní autority v Bolívii umístily do karantény japonské občany i přesto, že nevykazovali žádné příznaky nemoci. Na Ukrajině protestující napadli autobusy převážející ukrajinské a cizí občany evakuované z Wu-chanu. Studenti ze severovýchodní Indie, která sousedí s Čínou, museli čelit strachu a předsudkům v indických školách mimo svůj region. V Moskvě a Jekatěrinburgu se stali čínští občané cílem kampaní za účelem vynucení karantény, včetně policejních razií, což bylo lidskoprávními organizacemi odsouzeno jako neodůvodněné pronásledování z rasových důvodů. Izrael se dostal do diplomatického konfliktu s Jižní Koreou poté, co začal internovat a vyhošťovat všechny Jihokorejce ze svého území. Čínské velvyslanectví v Německu přiznalo vzestup nepřátelských projevů vůči čínským občanům oproti stavu před vypuknutím pandemie.
Již 30. ledna vydala Světová zdravotnická organizace prohlášení, ve kterém se všem zemím doporučuje věnovat pozornost zásadám uvedeným v článku 3 Mezinárodního zdravotního řádu (International Health Regulations – IHR), podle kterých je při provádění vnitrostátních opatření za účelem zamezení šíření nemoci třeba se vyhnout se činnostem podporujícím stigmatizaci nebo diskriminaci.

### Dopady na životní prostředí
Opatření proti šíření pandemie v zasažených oblastech výrazně omezují cestování a narušují provoz mnoha průmyslových podniků. Díky tomu dochází k výraznému poklesu znečištění ovzduší a zlepšuje se i kvalita vody. Studie mezinárodního Centra pro výzkum energie a čistého vzduchu odhadla, že zmírnění znečištění v době pandemie v Evropě zachránilo přibližně 11 tisíc lidí, kteří by jinak zemřeli kvůli znečištění vzduchu. U přibližně 6 tisíc dětí také nevzniklo astma a zabránilo se 600 předtermínovým porodům.
Mezi 1. a 11. březnem 2020, poté, co Itálie přijala přísná karanténní opatření, zaznamenala Evropská kosmická agentura výrazný pokles emisí oxidu dusného produkovaných automobily, elektrárnami a průmyslovými podniky v údolí Pádu. V Benátkách se výrazně zlepšila kvalita vody ve zdejších kanálech, v jindy kalných vodách bylo možno pozorovat ryby, vrátily se sem labutě. V přístavu v Cagliari byli po dlouhé době spatřeni delfíni.
V Číně došlo ke snížení emisí oxidu uhličitého o 25 %. Během prvního měsíce karantén vyprodukovala Čína přibližně o 200 milionů metrických tun oxidu uhličitého méně než ve stejném období roku 2019, a to v důsledku omezení letecké dopravy, snížení spotřeby ropných produktů a snížení spotřeby uhlí.
Mezinárodní agentura pro energii varovala před možnými negativními dopady v dlouhodobém časovém horizontu, jelikož ekonomické otřesy způsobené pandemií mohou řadu firem přinutit ke zrušení nebo odložení investic do obnovitelných zdrojů energie. Agentura však zároveň podpořila rozšiřování možností práce na dálku.
V roce 2020 měly velkoplošné požáry v Austrálii větší dopad na celosvětové klima než pandemie covidu-19. Klimatické změny teplot či srážek v důsledku pandemie jsou na počátku roku 2021 nedetekovatelně malé.

### Dopady na technologie
V souvislosti se změnami fungování každodenního života lidí i v návaznosti na snahu rychle šíření pandemie zastavit došlo sekundárně jak k problémům, tak i k posunům v oblasti technologií. Zásadní bezprostřední dopad se týká především přetížení elektronických sítí různých druhů. Současně ale došlo k urychlení vývoje jak ve zvyšování kapacity těchto sítí, tak i v oblastech nutných ke zvládnutí průběhu pandemie jako je vývoj a výroba medicínského vybavení, využití superpočítačů a dalších technologií při výzkumu viru a podobně. Dále došlo k posunům v oblasti technologií bezprostředně ulehčujících život lidem v karanténě – některé zpoplatněné technologické služby byly poskytnuty zdarma, některá města přistoupila k úpravě fungování dopravy ve svých ulicích a podobně.

### Dopady na zdraví
Vědecká literatura popisuje dlouhý covid (anglicky long COVID), neboli post-covidový syndrom, který označuje soubor příznaků, které přetrvávají déle než 12 týdnů u osob, které prodělaly infekci virem SARS-CoV-2. V USA se pozoruje i dlouhodobý pokles venkovních aktivit.